# Llista de peixos de les Illes Balears
Aquesta llista de peixos de les Illes Balears és un recull de les espècies de peixos que hom pot trobar a les Balears. Atès que a les Illes no hi ha rius (llevat del riu de Santa Eulària) ni grans llacs, els peixos d'aigua dolça que s'hi troben són molt pocs i són espècies introduïdes, essent la majoria peixos d'ambients marins.
Les diferents espècies estan ordenades per ordre i família.

## ClasseChondrichthyes

### SubclassePleurotremata

#### OrdreHexanchiformes

##### FamíliaHexanchidae
- Boca dolça (Hexanchus griseus) (Bonnaterre, 1788)[1]
- Porc marí (Oxynotus centrina) (Linnaeus, 1758)[2]
- Ullàs (Centrophorus granulosus) (Bloch & Schneider, 1801)[3]
- Negret (Etmopterus spinax) (Linnaeus, 1758)[2]
- Quissona (Squalus acanthias) (Linnaeus, 1758)[2]

#### OrdreSquatiniformes

##### FamíliaSquatinidae
- Escat veixigal (Squatina oculata) (Bonaparte, 1840)[4]
- Escat (Squatina squatina) (Linnaeus, 1758)[2]

#### OrdreLamniformes

##### FamíliaAlopiidae
- Cinturó (Alopias vulpinus) (Bonnaterre, 1788)[1]

##### FamíliaCetorhinidae
- Pelegrí (Cetorhinus maximus) (Gunner, 1765)[5][6][7]
- Tauró blanc (Carcharodon carcharias) (Linnaeus, 1758 )[2]
- Solraig (Isurus oxyrinchus) (Rafinesque, 1810 )[8]
- Tauró sardiner (Lamna nasus) (Bonnaterre, 1788 )[9]

#### OrdreCarcharhiniformes

##### FamíliaScyliorhinidae
- Moixina (Galeus melastomus) (Rafinesque, 1810 )[8]
- Gató (Scyliorhinus canicula) (Linnaeus, 1758 )[2]
- Gatvaire (Scyliorhinus stellaris) (Linnaeus, 1758 )[2]

##### FamíliaTriakidae
- Ca marí (Galeorhinus galeus) (Linnaeus, 1758 )[2]
- Mussola pigallada (Mustelus asterias) (Cloquet, 1821 )[10]
- Mussola (Mustelus mustelus) (Linnaeus, 1758 )[2]

##### FamíliaCarcharhinidae
- Tintorera (Prionace glauca) (Linnaeus, 1758 )[2]

##### FamíliaSphyrnidae
- Cornuda (Sphyrna zygaena) (Linnaeus, 1758 )[2]

#### OrdreMyliobatiformes

##### FamíliaDasyatidae
- Escurçana violeta (Dasyatis violacea)
- Ferrassa (Dasyatis pastinaca) (Linnaeus, 1758 )[2]

##### FamíliaGymnuridae
- Mantellina (Gymnura altavela) (Linnaeus, 1758 )[2]

##### FamíliaMobulidae
- Manta (Mobula mobular) (Bonnaterre, 1788 )[1]

##### FamíliaMyliobatidae
- Bon Jesús (Myliobatis aquila) (Linnaeus, 1758 )[2]

#### OrdreRajiformes

##### FamíliaRajidae
- Clavell (Raja clavata)
- Rajada de miralls (Raja miraletus)
- Càvec (Dipturus oxyrinchus)

##### FamíliaRhinobatidae
- Guitarra (Rhinobatos rhinobatos) (Linnaeus, 1758 )[2]

#### OrdreTorpediniformes

##### FamíliaTorpedinidae
- Vaca tremolosa (Torpedo marmorata) (Risso, 1810)[11]
- Tremolor (Torpedo torpedo) (Linnaeus, 1758)[2]

## ClasseOsteichthyes

### OrdreAnguilliformes

#### FamíliaAnguillidae
- Anguila (Anguilla anguilla) (Linnaeus, 1758)[2]

#### FamíliaCongridae
- Congre de sucre (Ariosoma balearicum)
- Congre (Conger conger) (Linnaeus, 1758)[2]

#### FamíliaMuraenidae
- Morena (Muraena helena) (Linnaeus, 1758)[2]

### OrdreClupeiformes

#### FamíliaEngraulidae
- Aladroc (Engraulis encrasicolus) (Linnaeus, 1758)[2]

#### FamíliaClupeidae
- Sardina (Sardina pilchardus sardina)
- Alatxa (Sardinella aurita) (Valenciennes "a" Cuvier & Valenciennes, 1847)[12]

### OrdreSalmoniformes

#### FamíliaArgentinidae
- Peix d'argent (Argentina sphyraena) (Linnaeus, 1758)[2]

### OrdreAulopiformes

#### FamíliaChlorophthalmidae

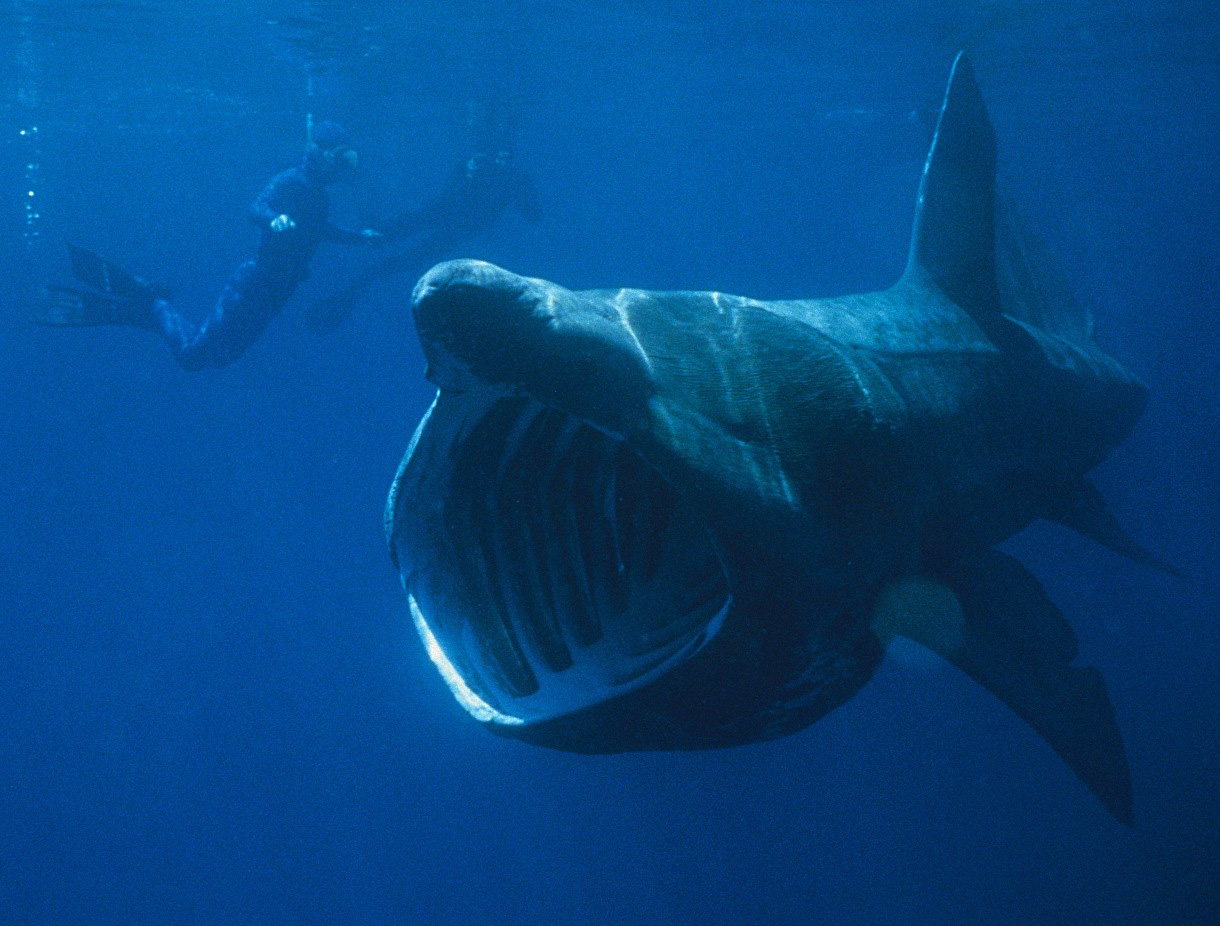
Pelegrí (Cetorhinus maximus)

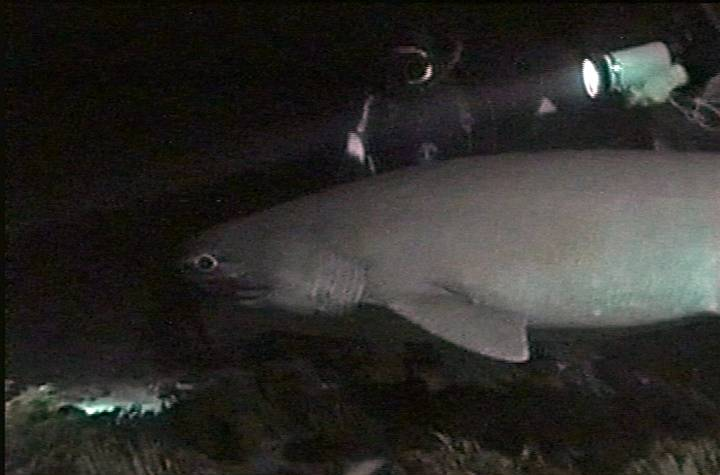
Boca dolça (Hexanchus griseus)

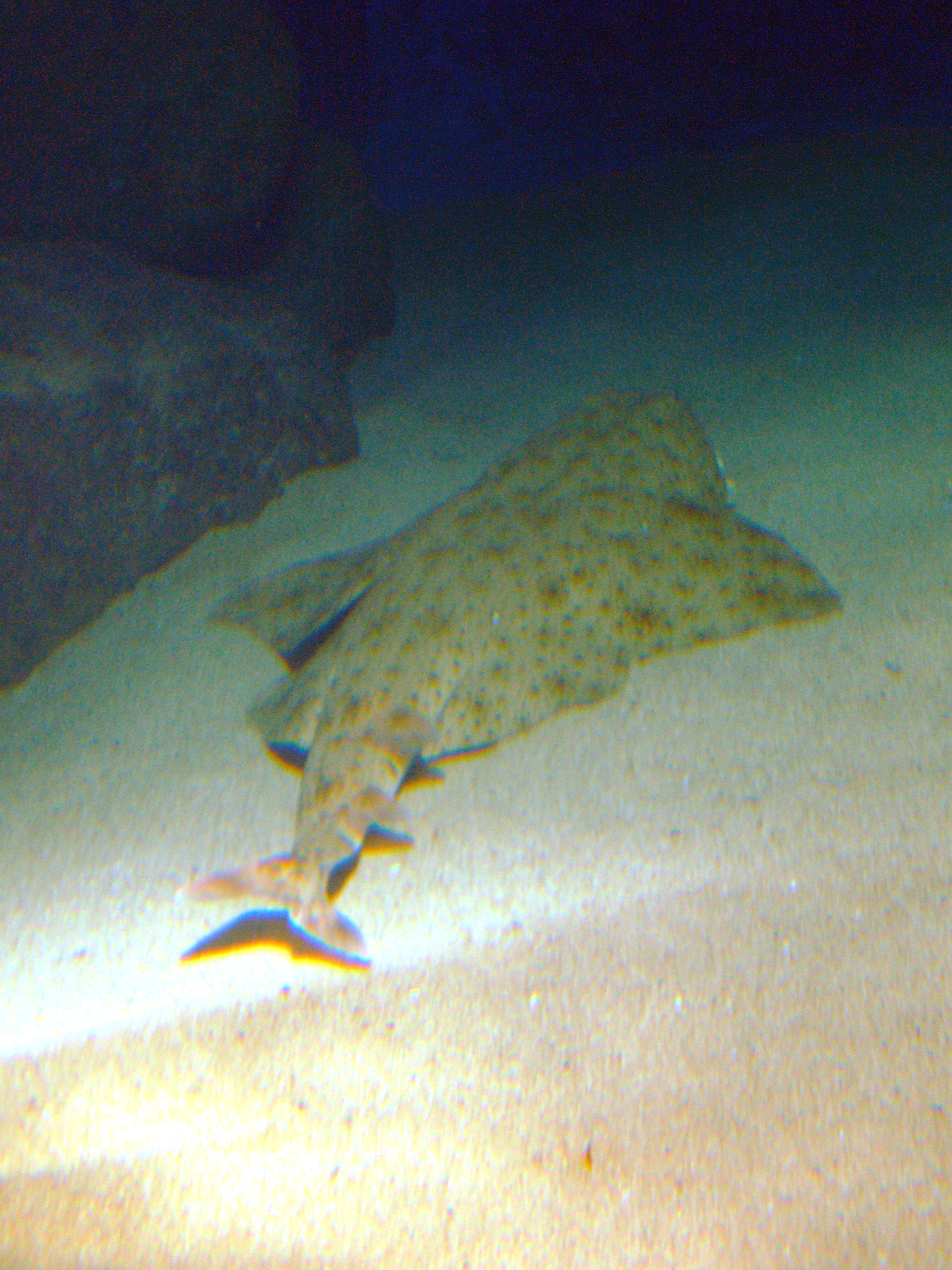
Escat (Squatina squatina)

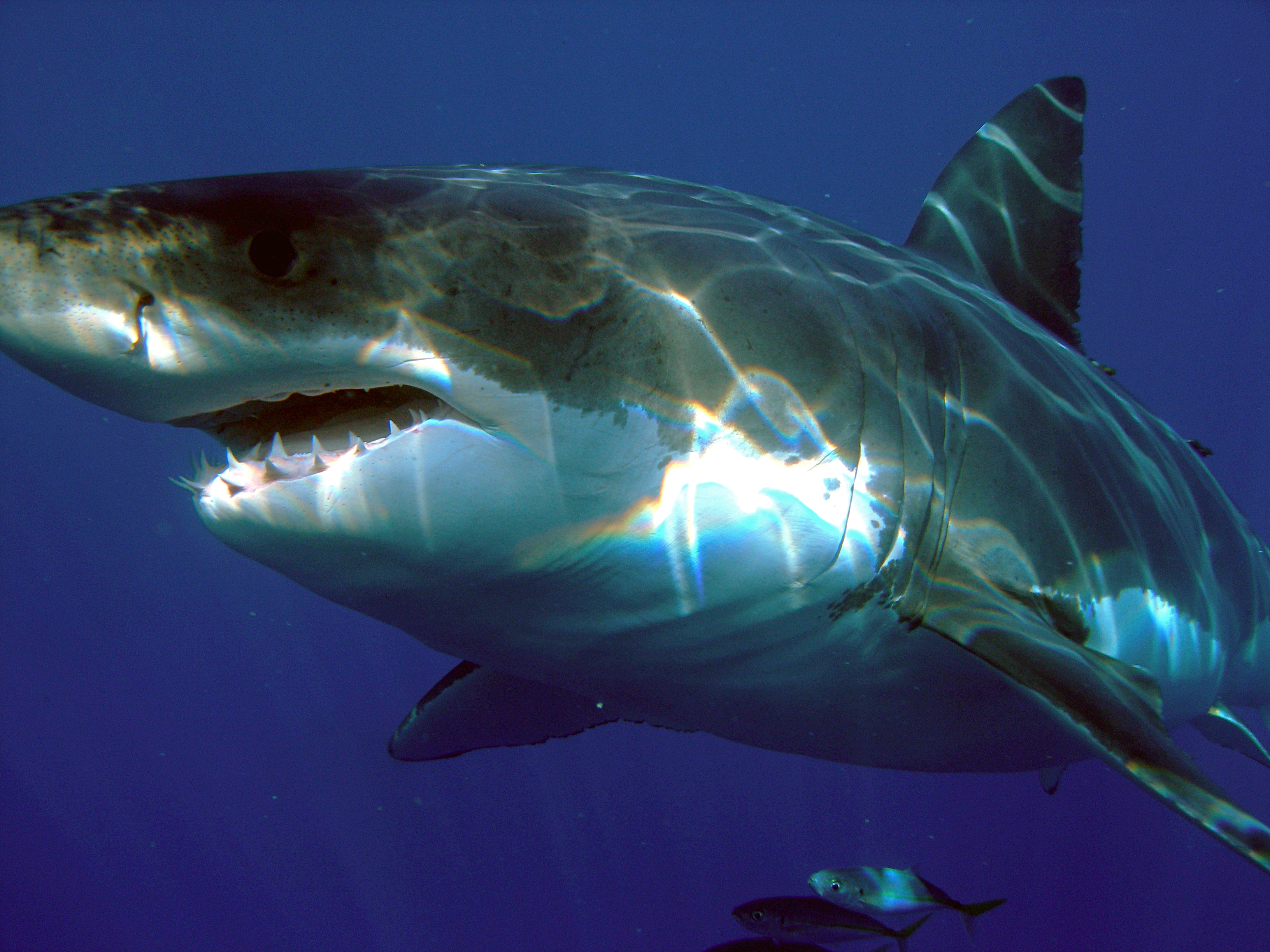
Tauró blanc (Carcharodon carcharias)

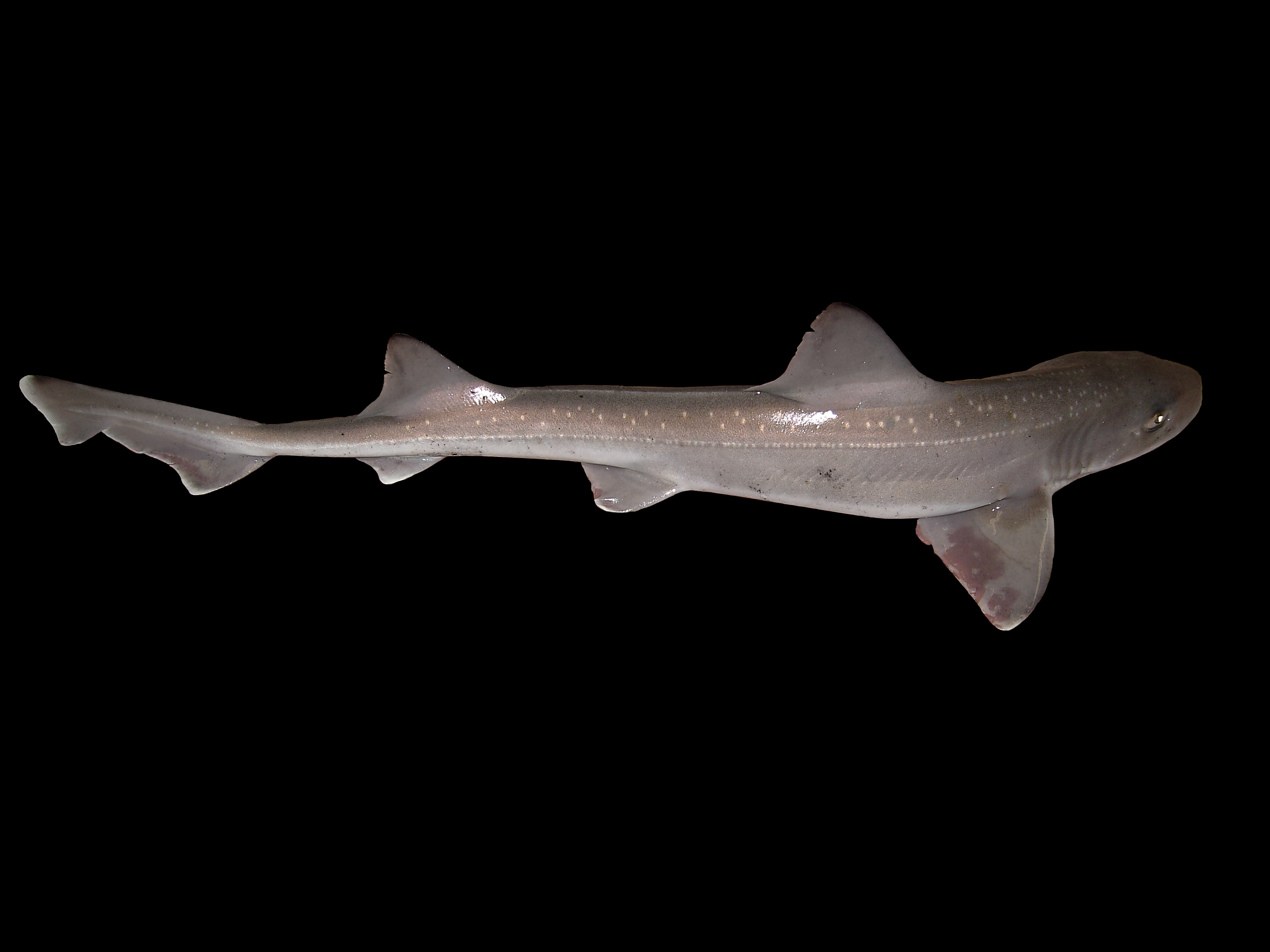
Mussola (Mustelus mustelus)

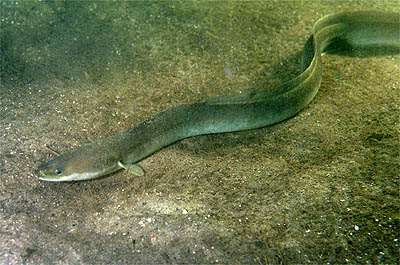
Anguila (Anguilla anguilla)

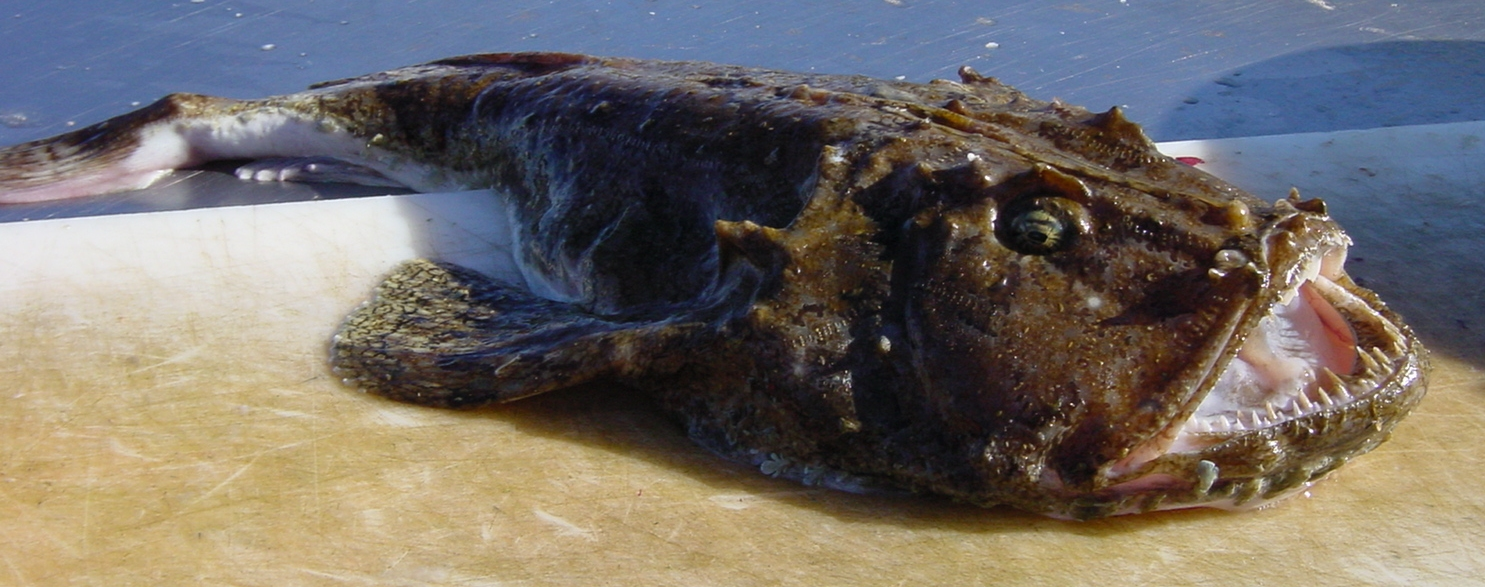
Rap (Lophius piscatorius)

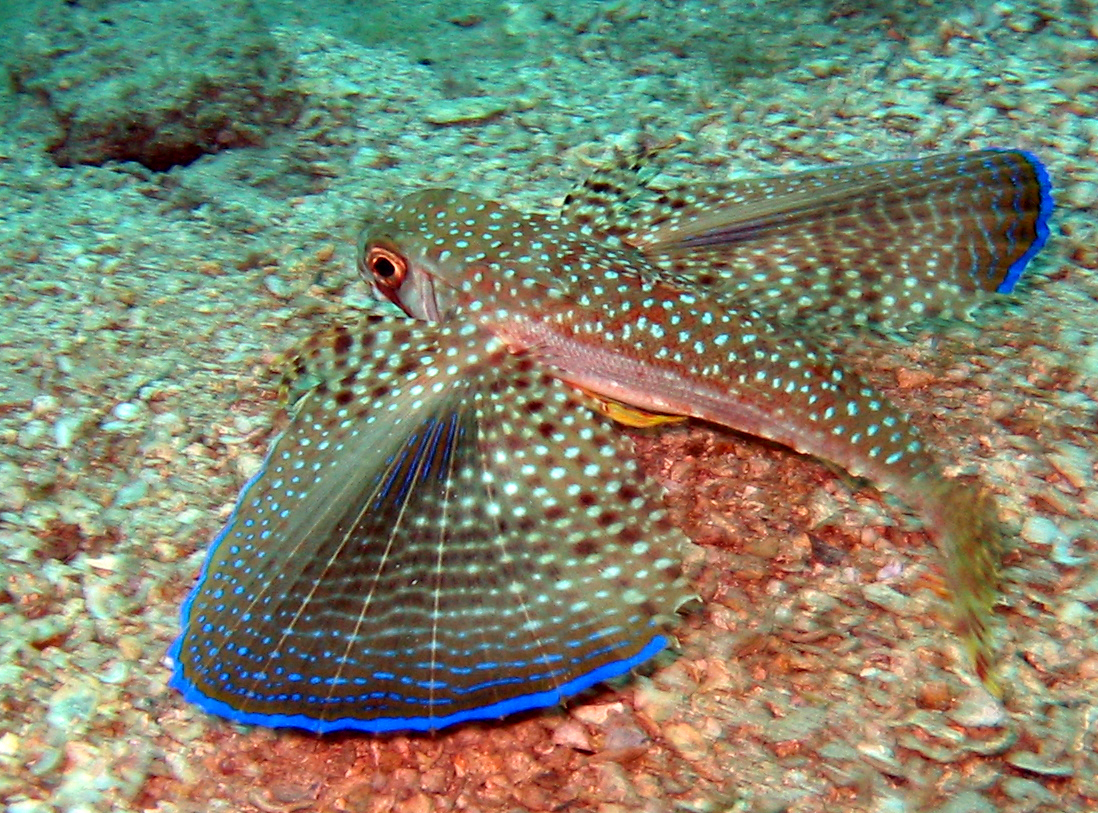
Xoriguer (Dactylopterus volitans)

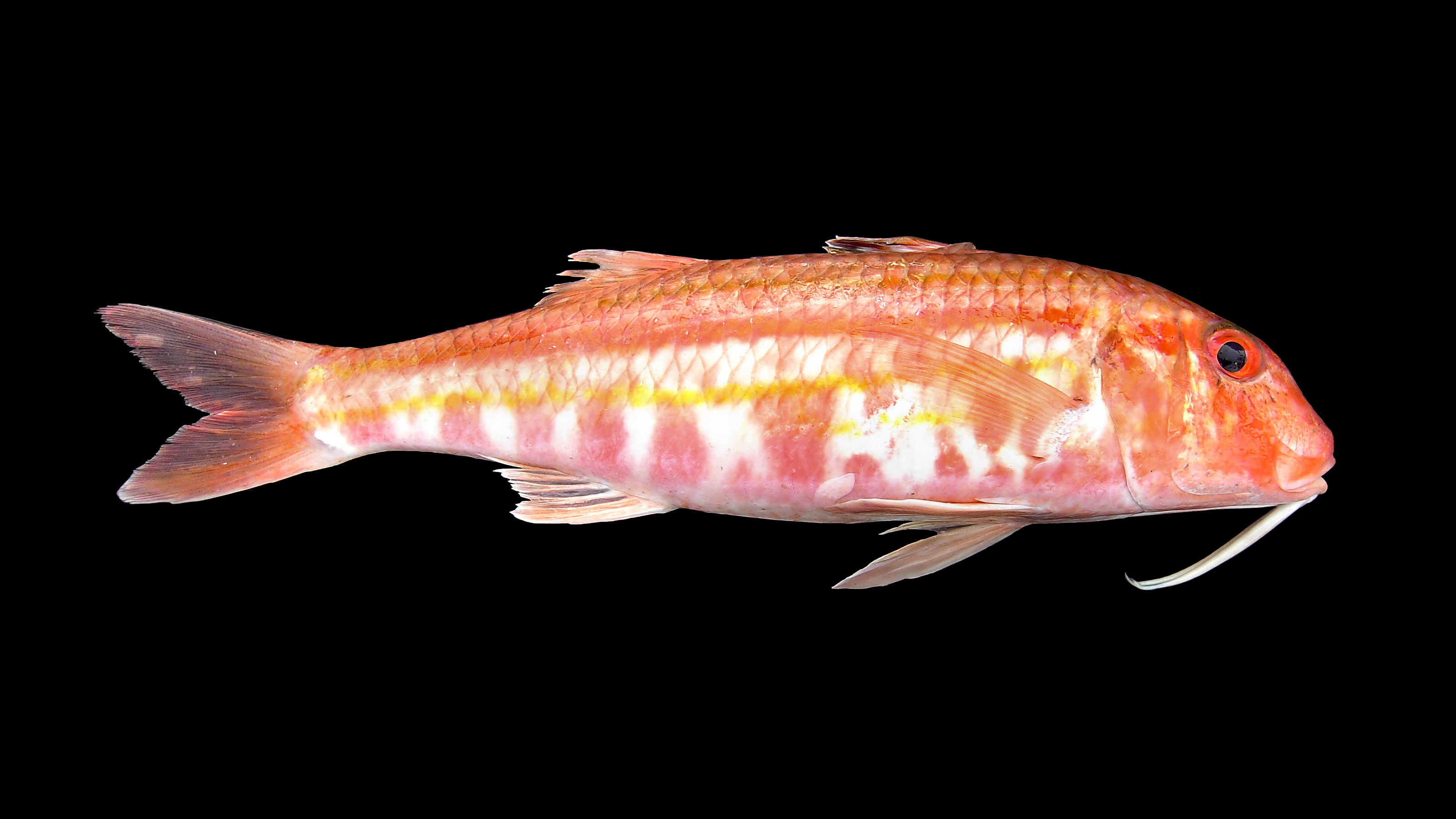
Moll de fang (Mullus barbatus)

Serviola (Seriola dumerili)

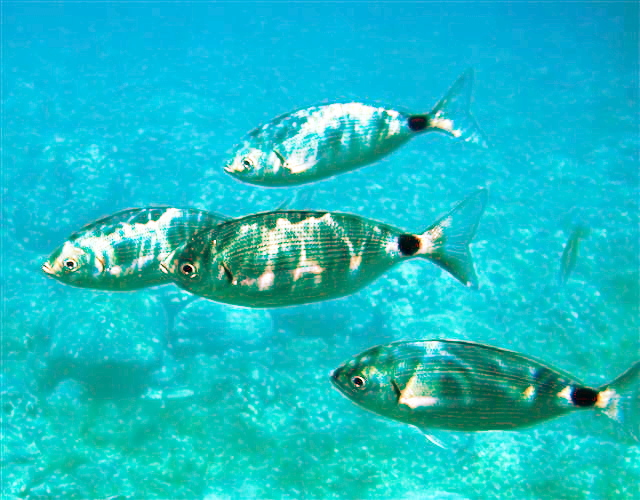
Oblada (Oblada melanura)

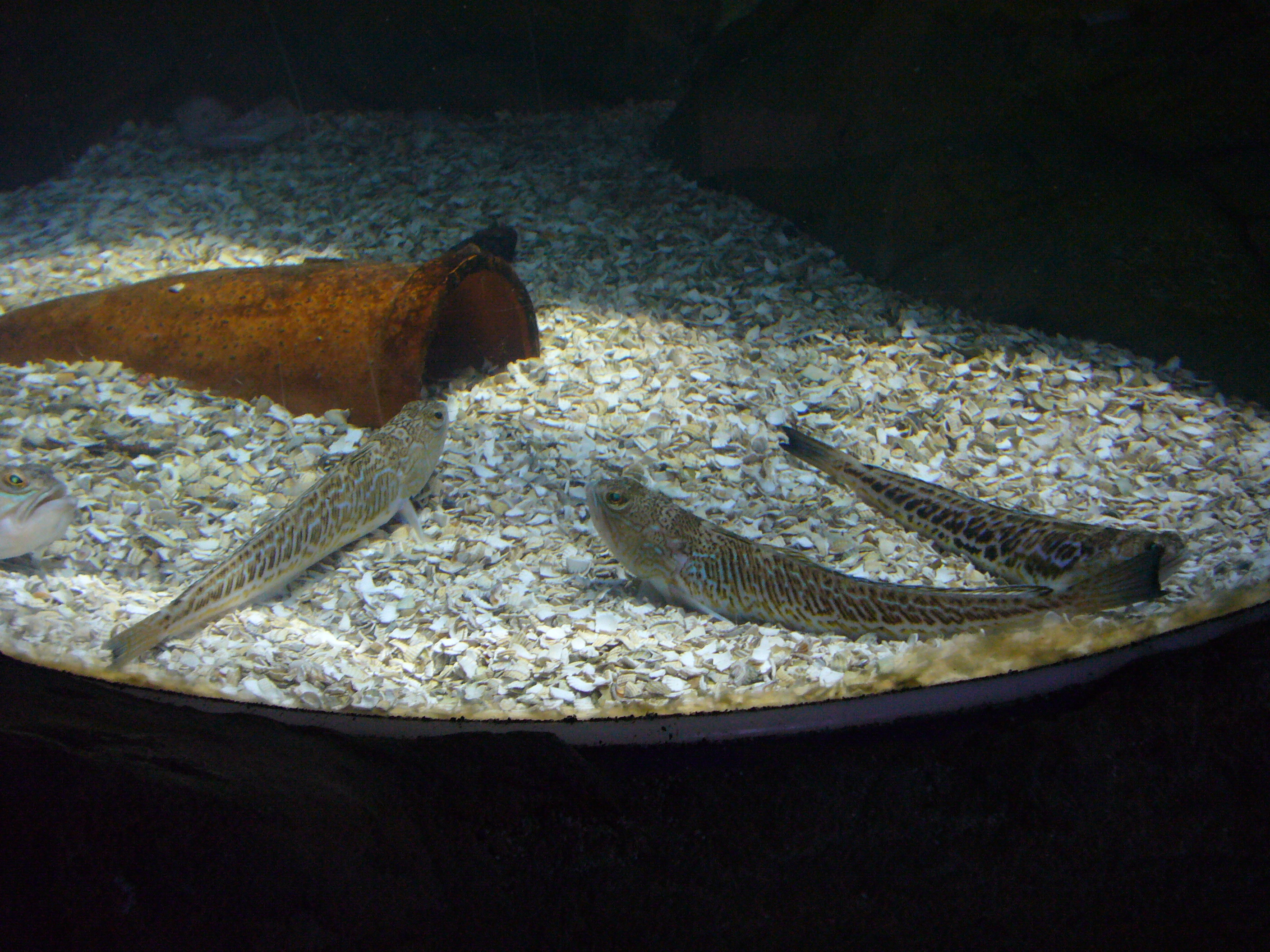
Aranya blanca (Trachinus draco)

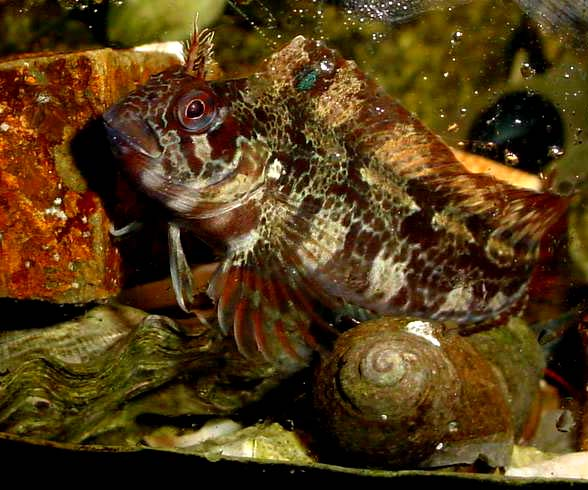
Papagall (Blennius ocellaris)

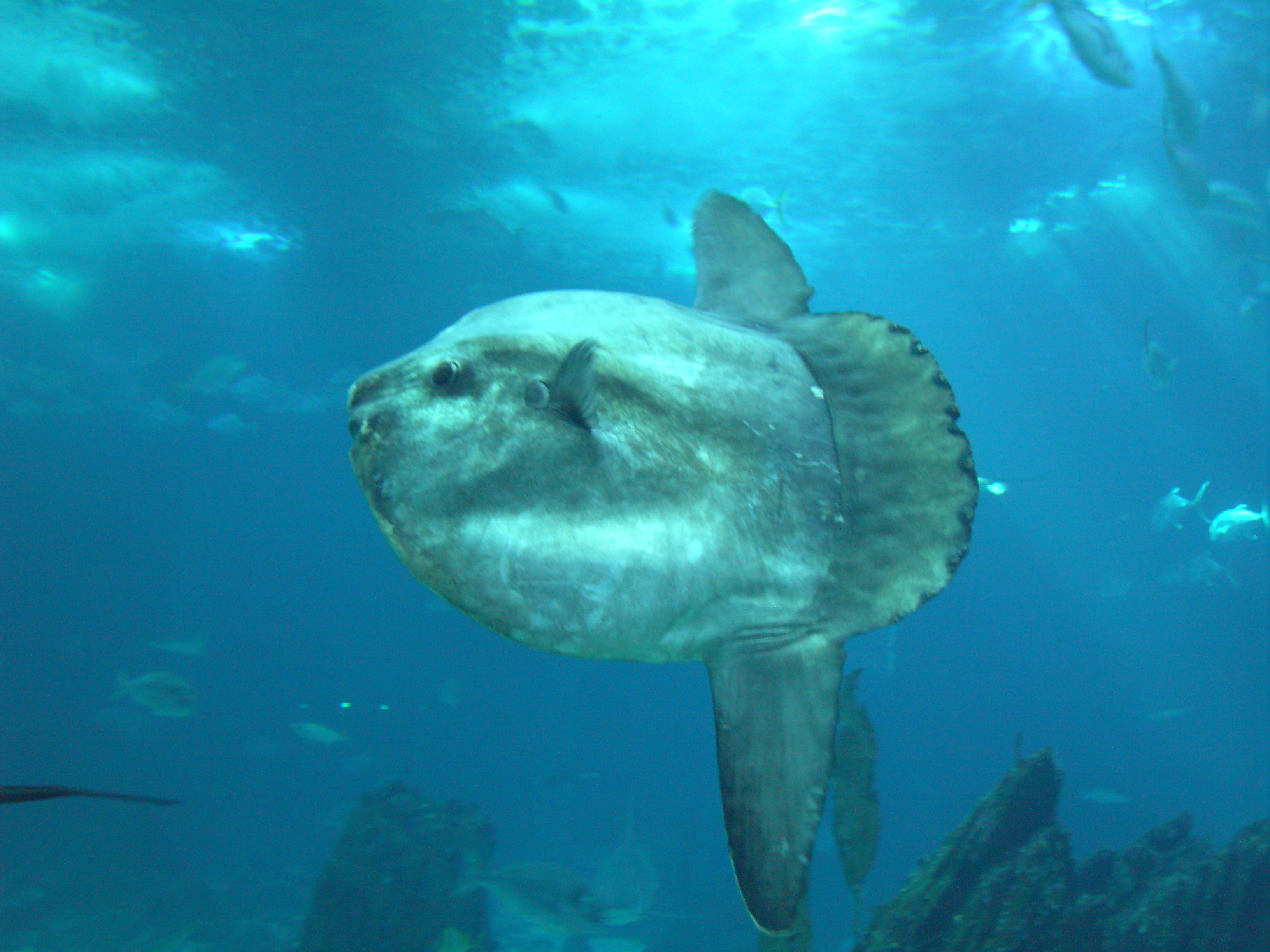
Bot (Mola mola)

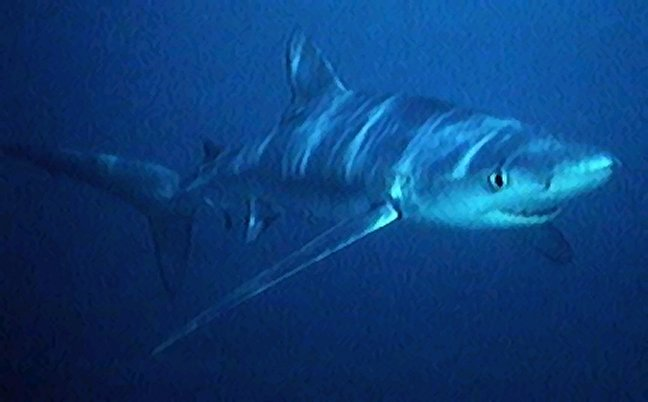
Tintorera (Prionace glauca)

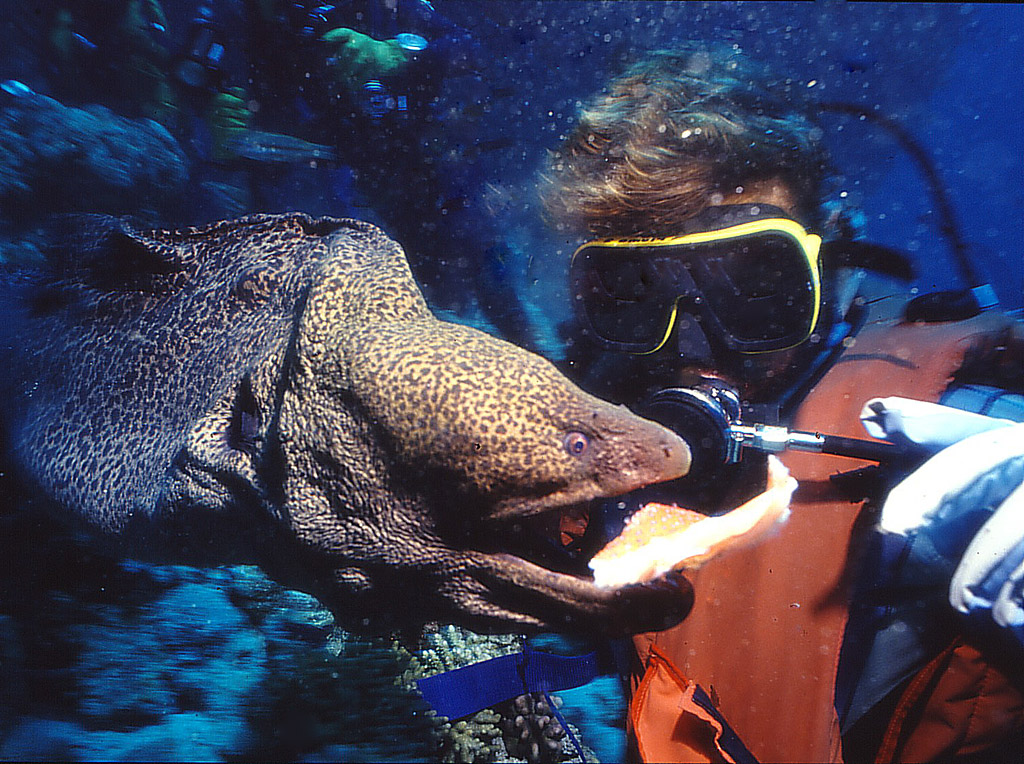
Morena (Muraena helena)

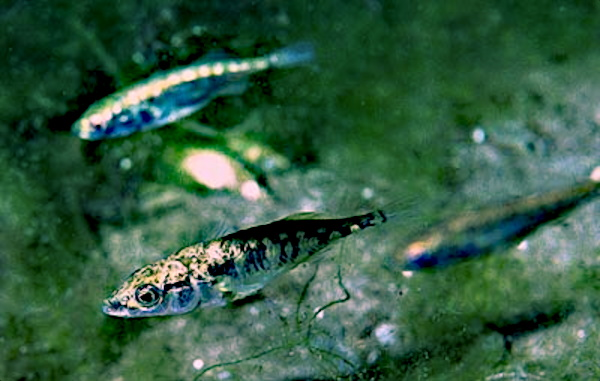
Jonquillo (Gasterosteus aculeatus)

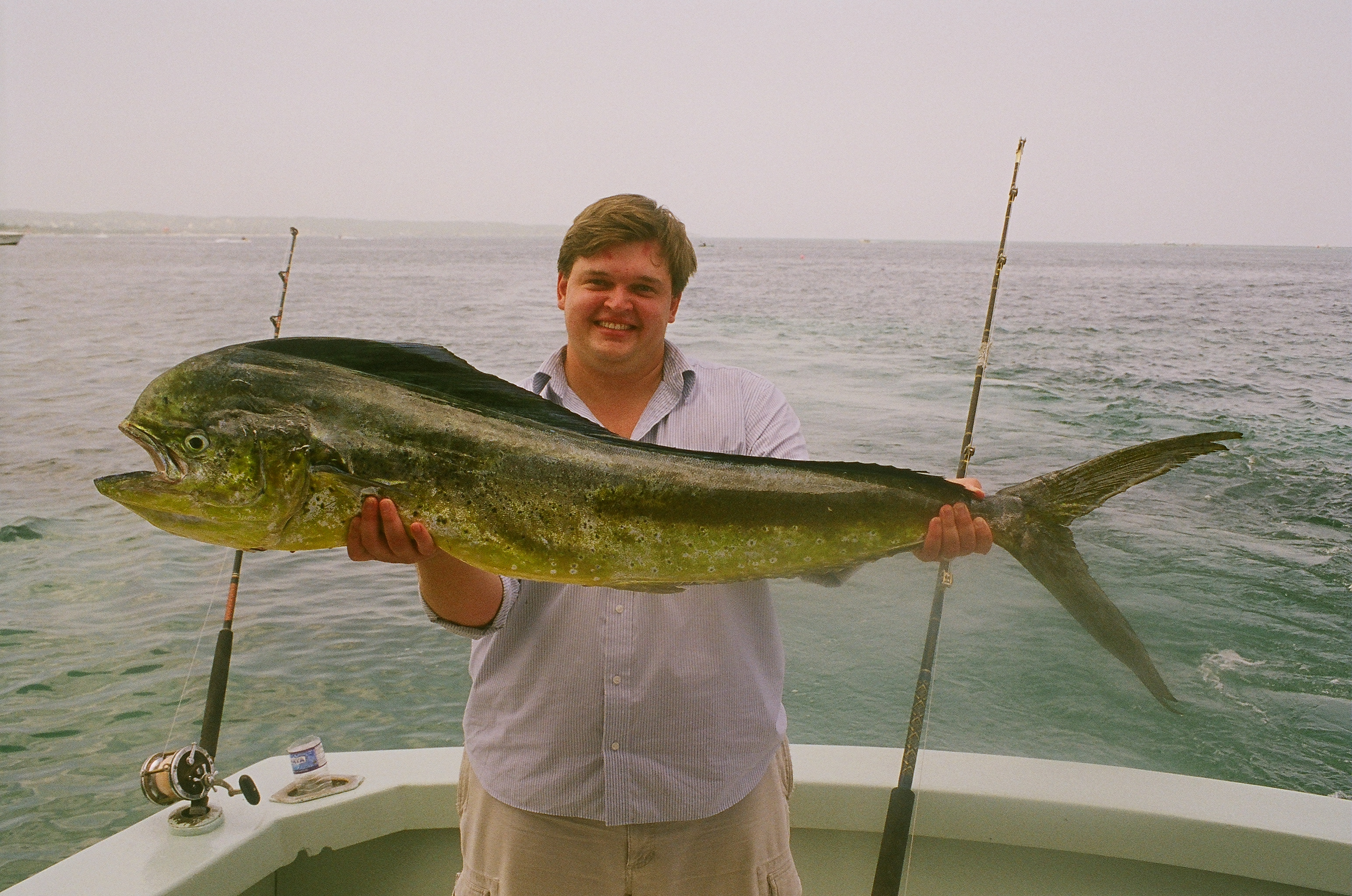
Llampuga (Coryphaena hippurus)

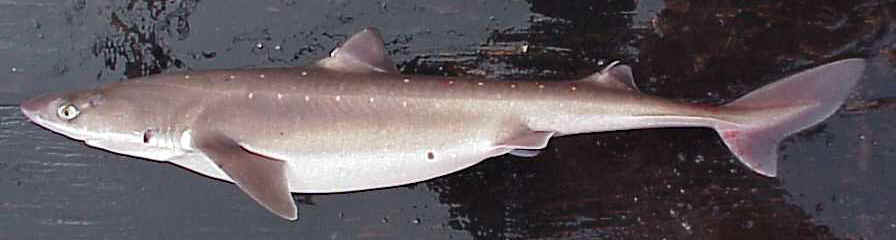
Quissona (Squalus acanthias)

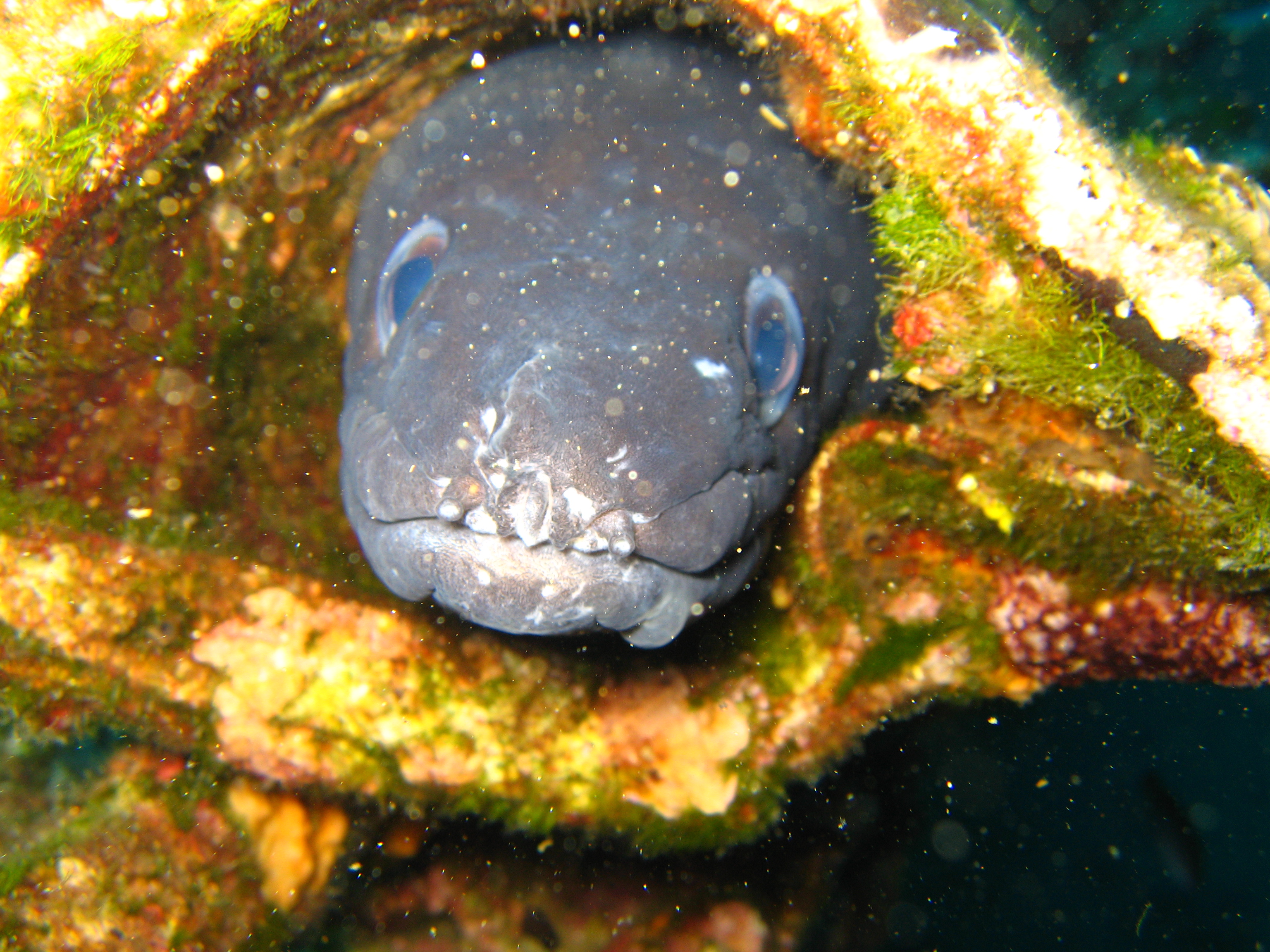
Congre (Conger conger)

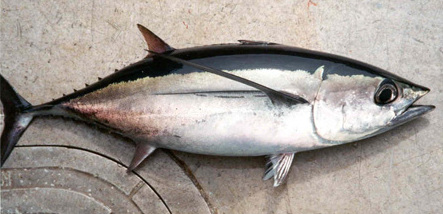
Bacora (Thunnus alalunga)

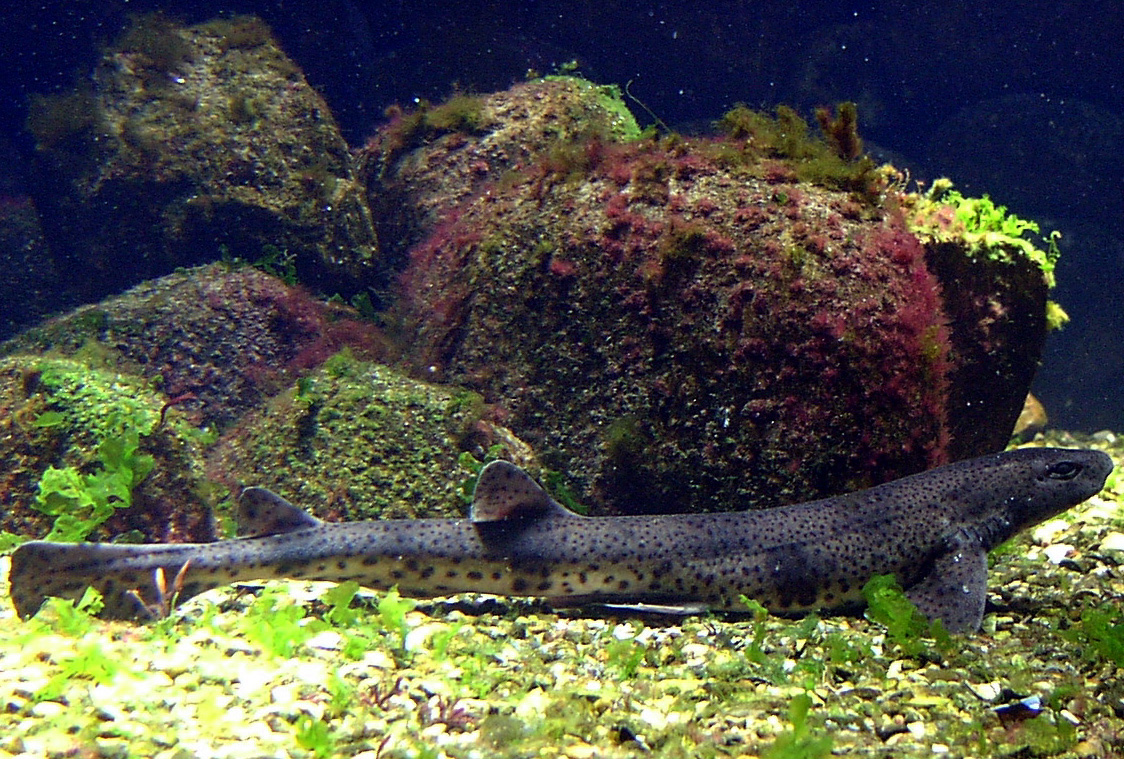
Gató (Scyliorhinus canicula)

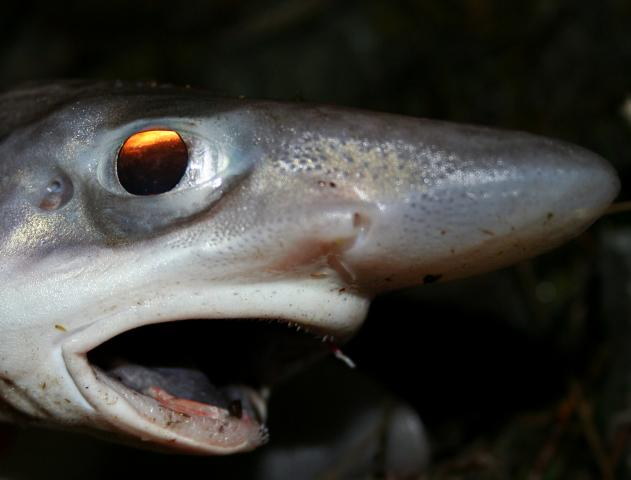
Moixina (Galeus melastomus)

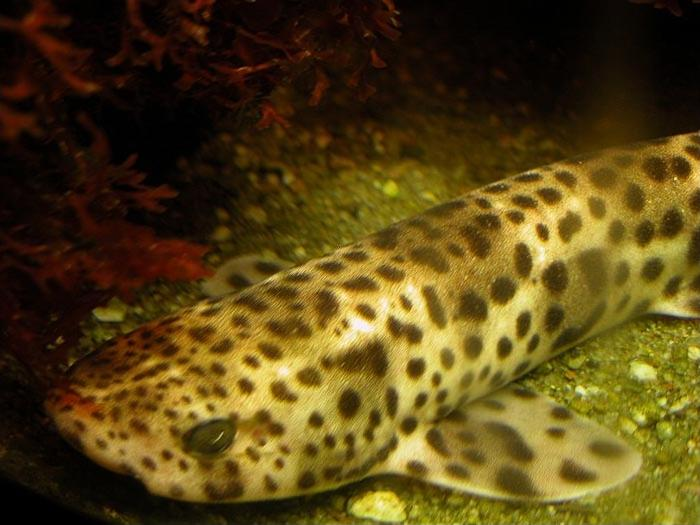
Gatvaire (Scyliorhinus stellaris)

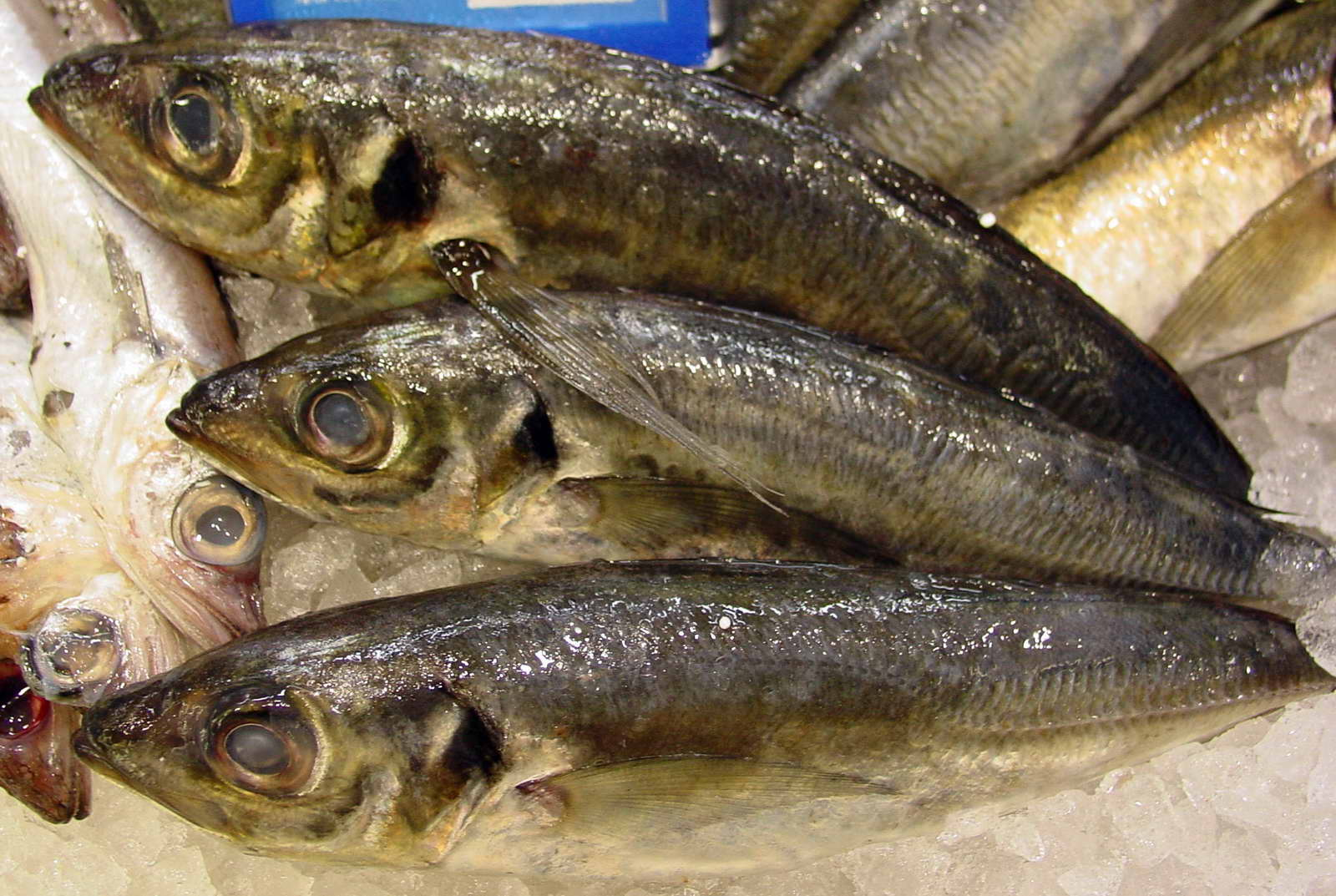
Sorell (Trachurus trachurus)

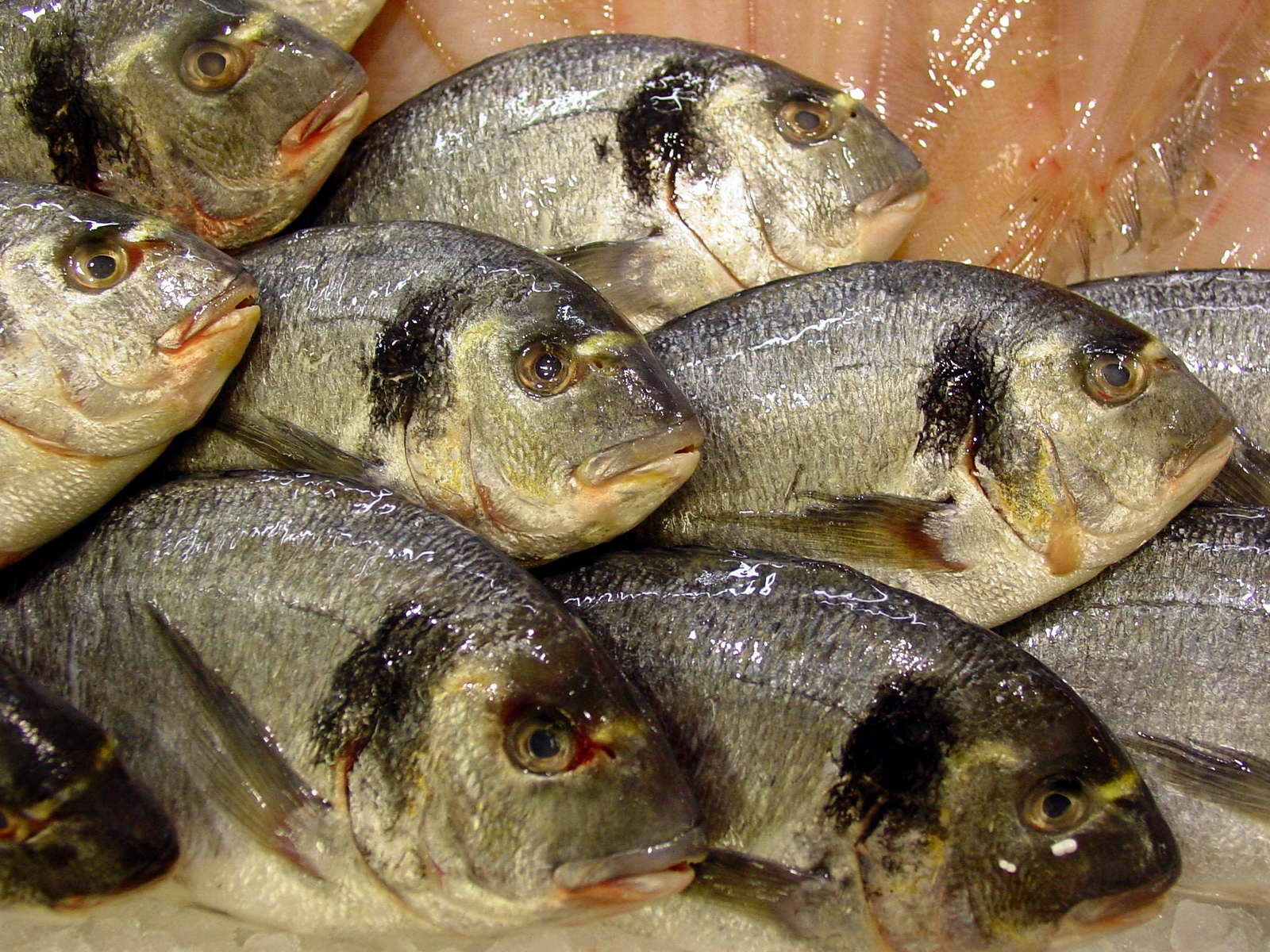
Orada (Sparus aurata)

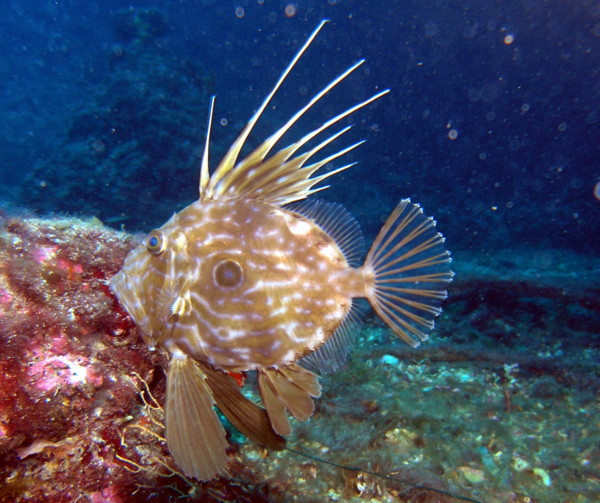
Gall de Sant Pere (Zeus faber)

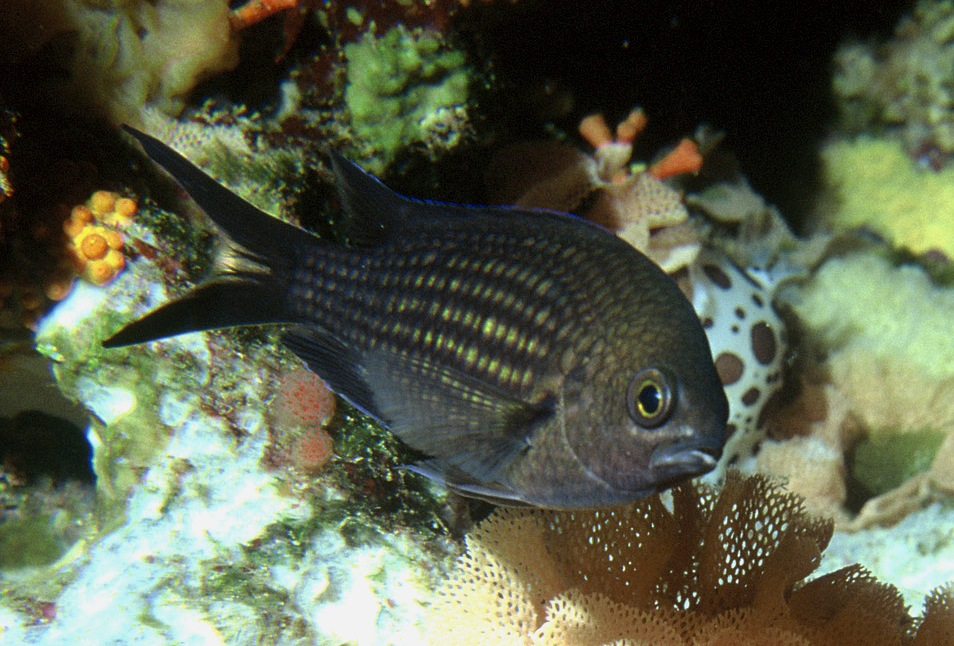
Tuta (Chromis chromis)

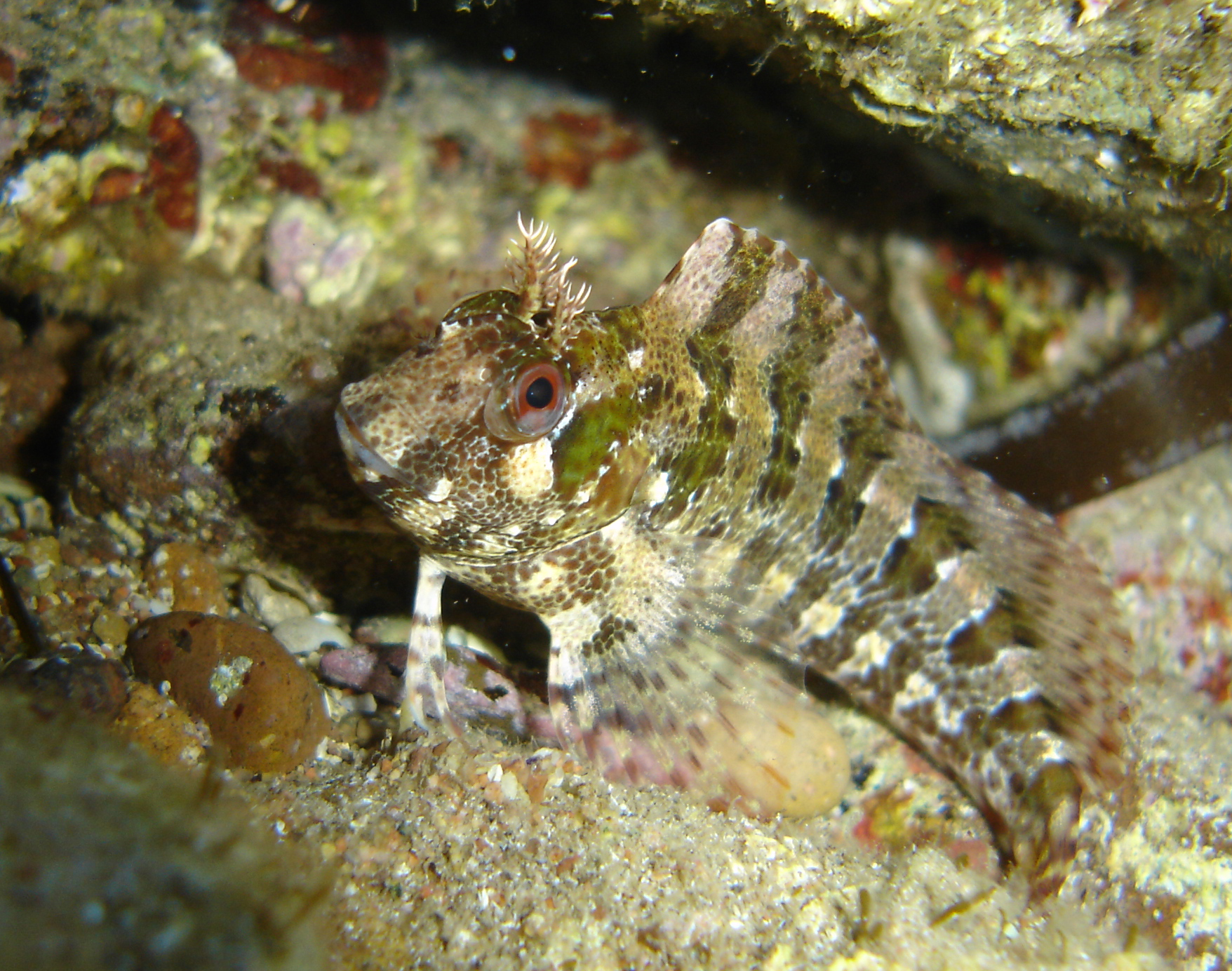
Gall faver (Parablennius gattorugine)

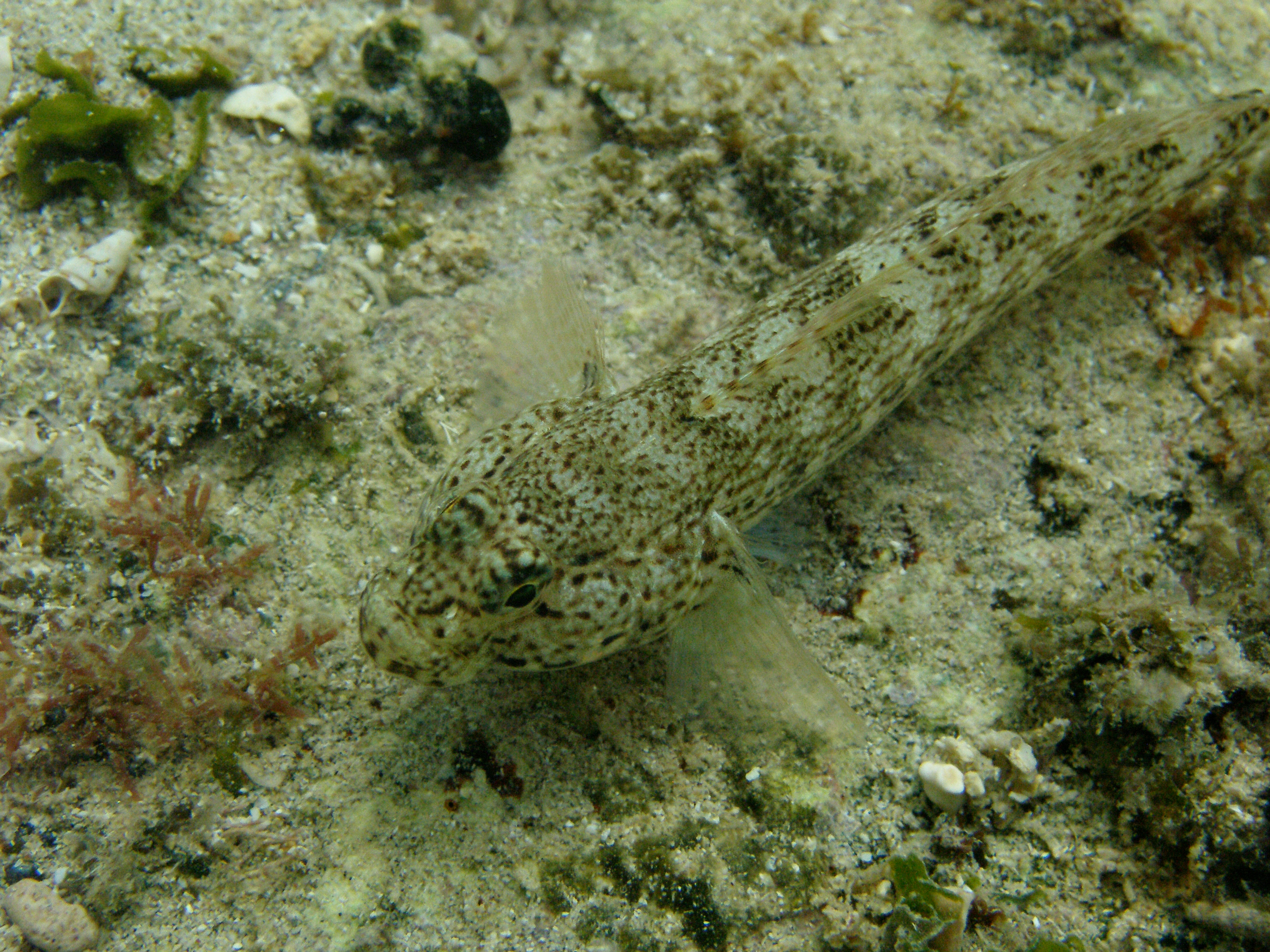
Cabot d'ortiga (Gobius bucchichi)

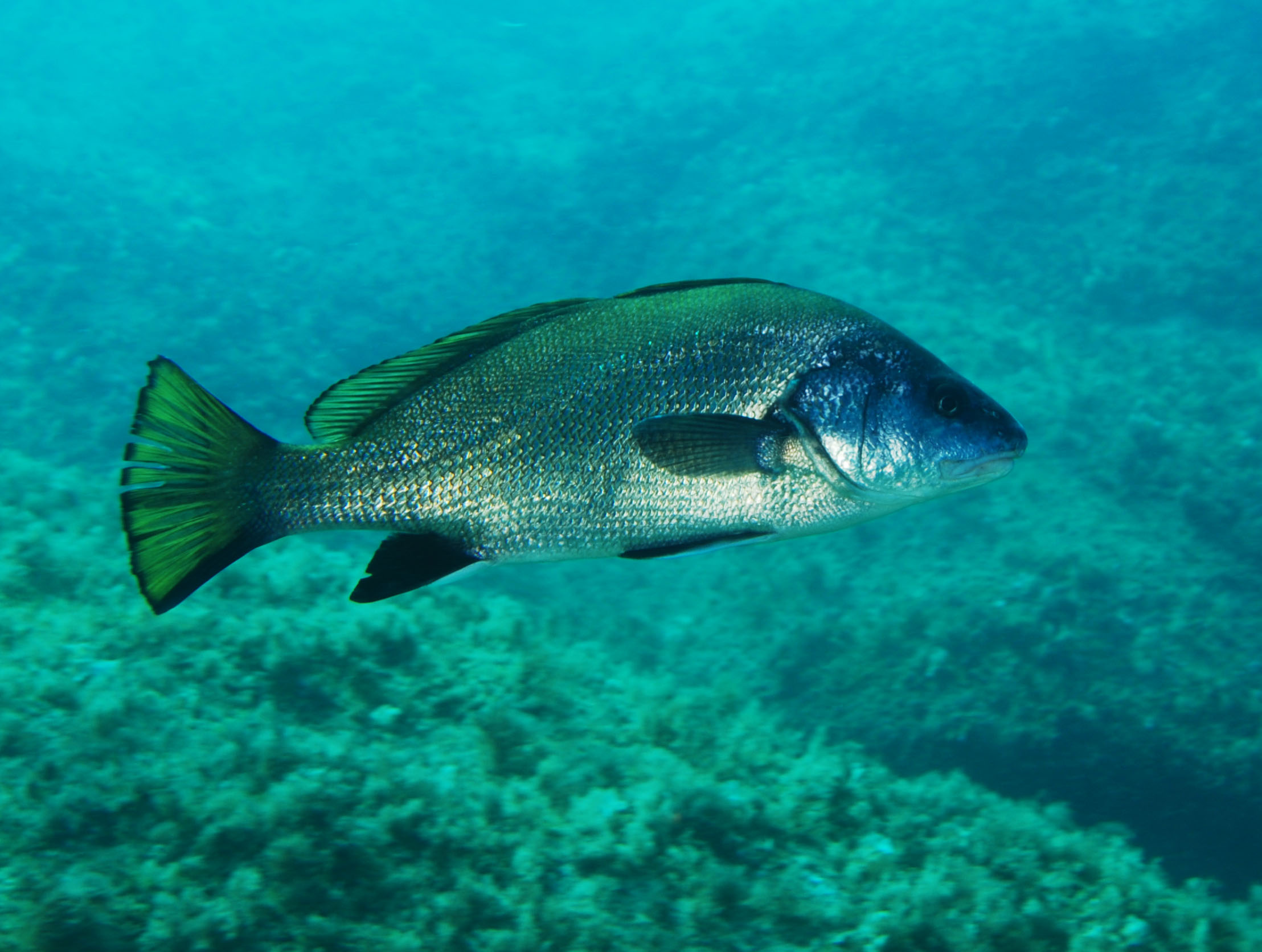
Corball de roca (Sciaena umbra)

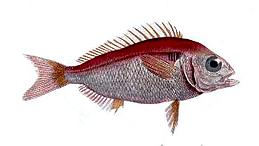
Goràs (Pagellus bogaraveo)

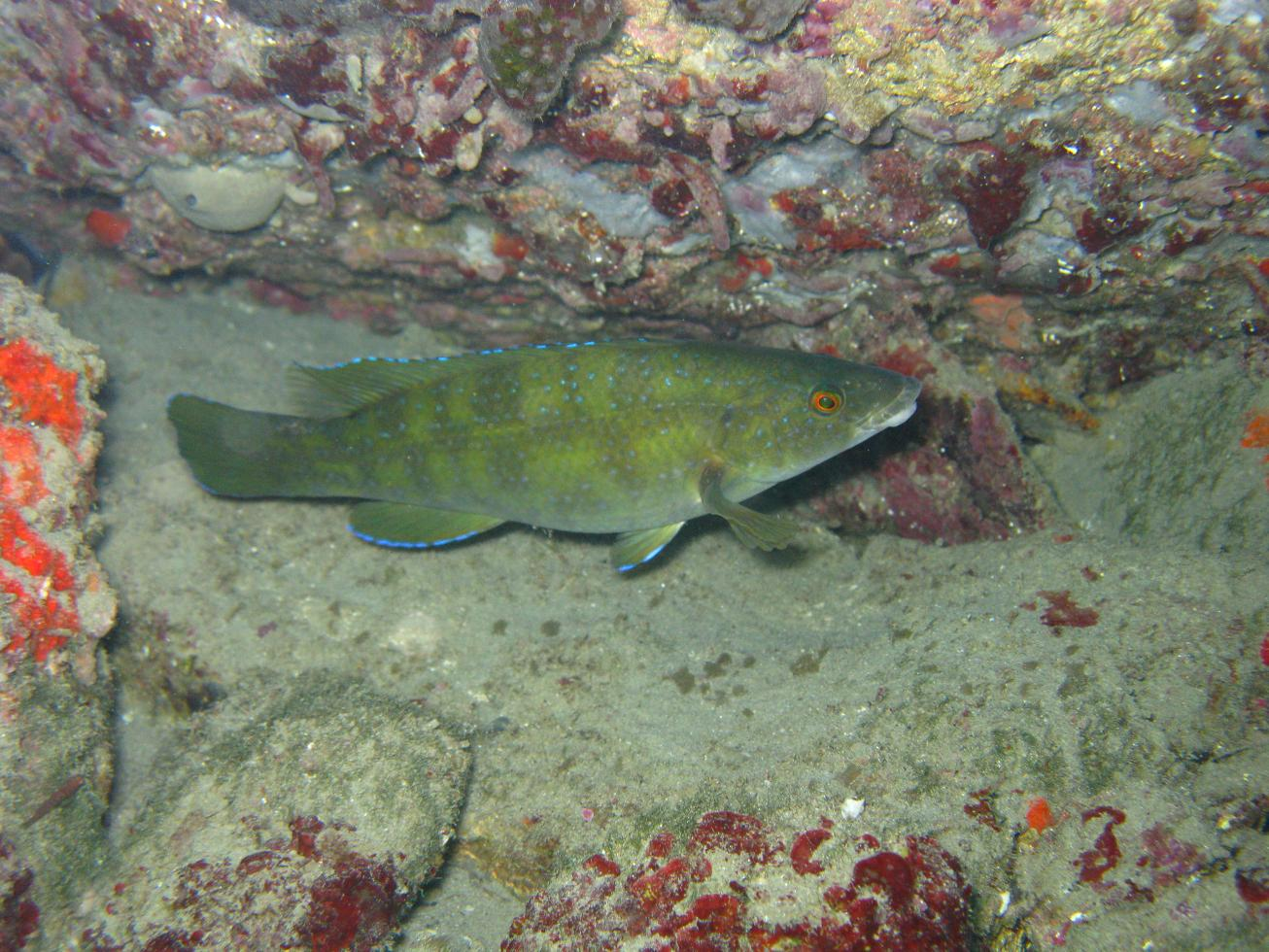
Tord massot (Labrus merula)

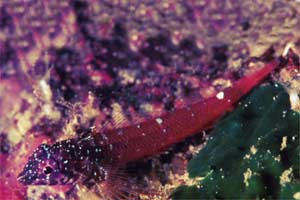
Cabot vermell (Tripterygion melanurus)

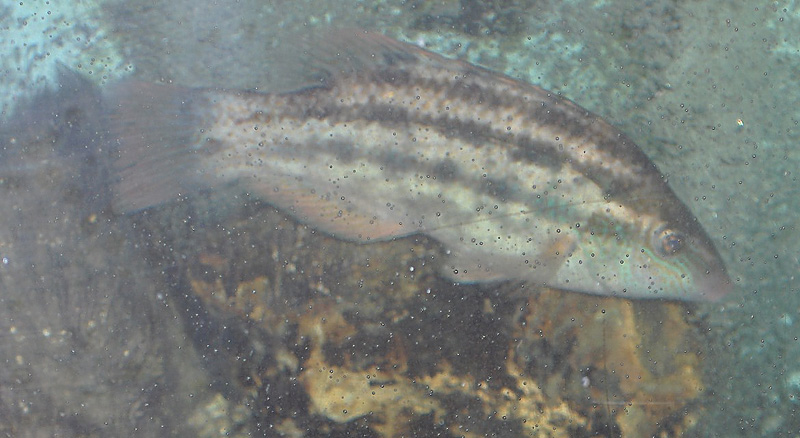
Llavió (Symphodus tinca)

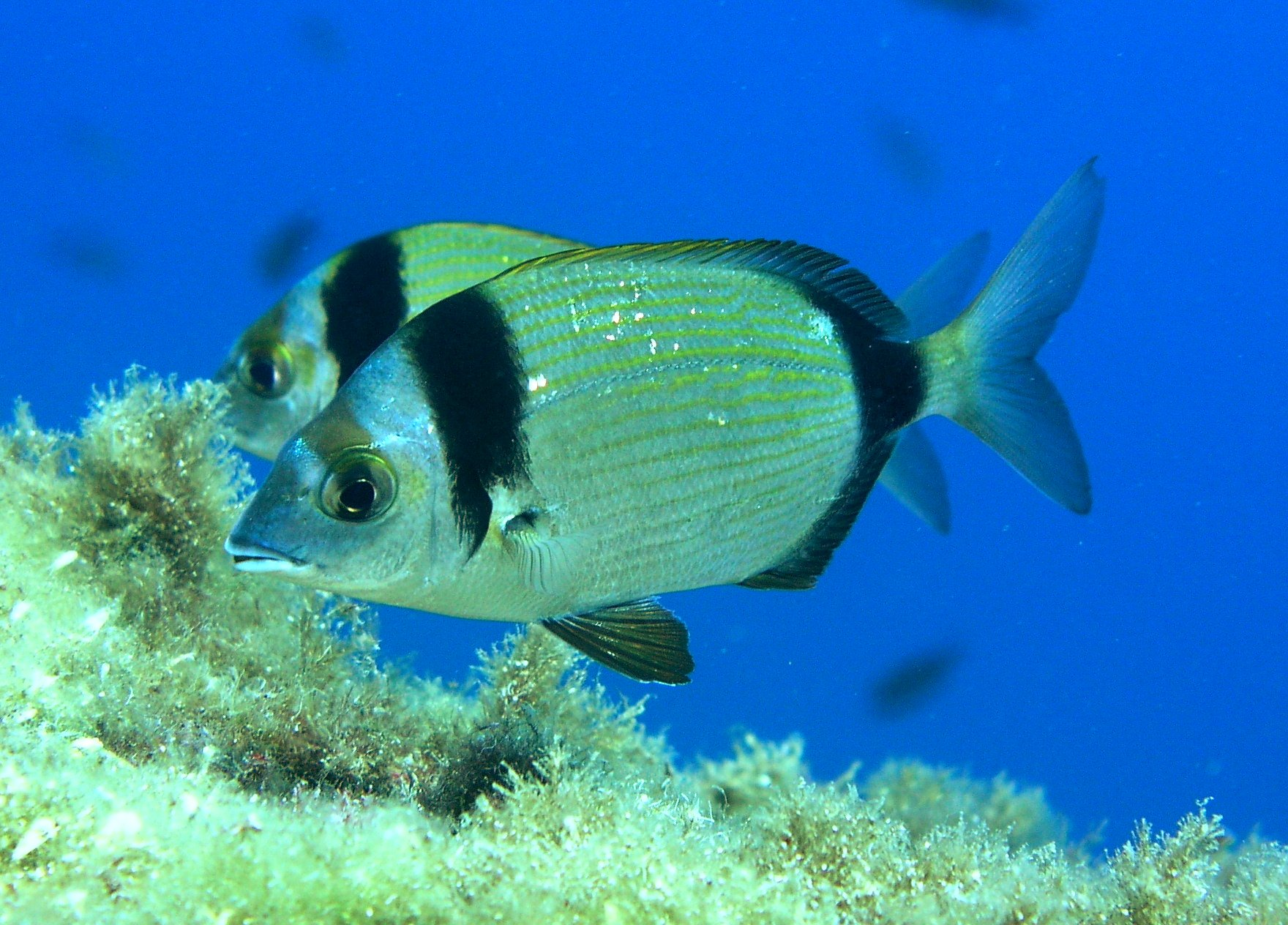
Variada (Diplodus vulgaris)

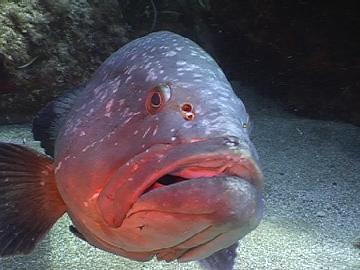
Anfós (Epinephelus marginatus)

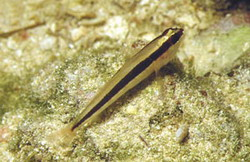
Cabot retxat (Gobius vittatus)

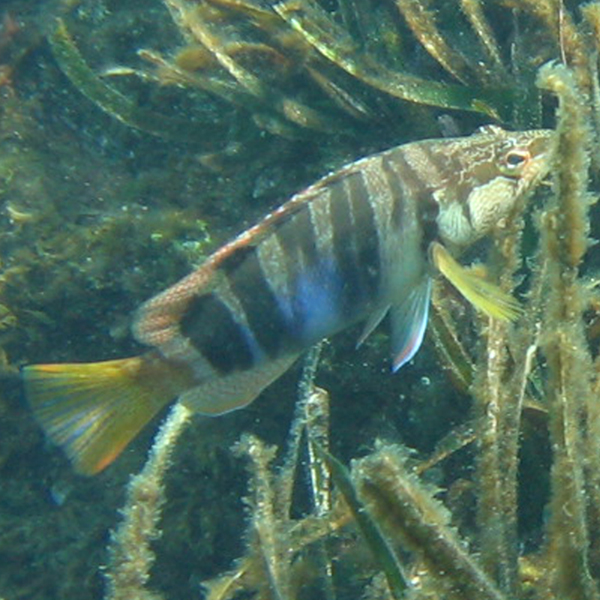
Vaca (Serranus scriba)

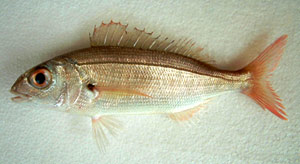
Besuc (Pagellus acarne)

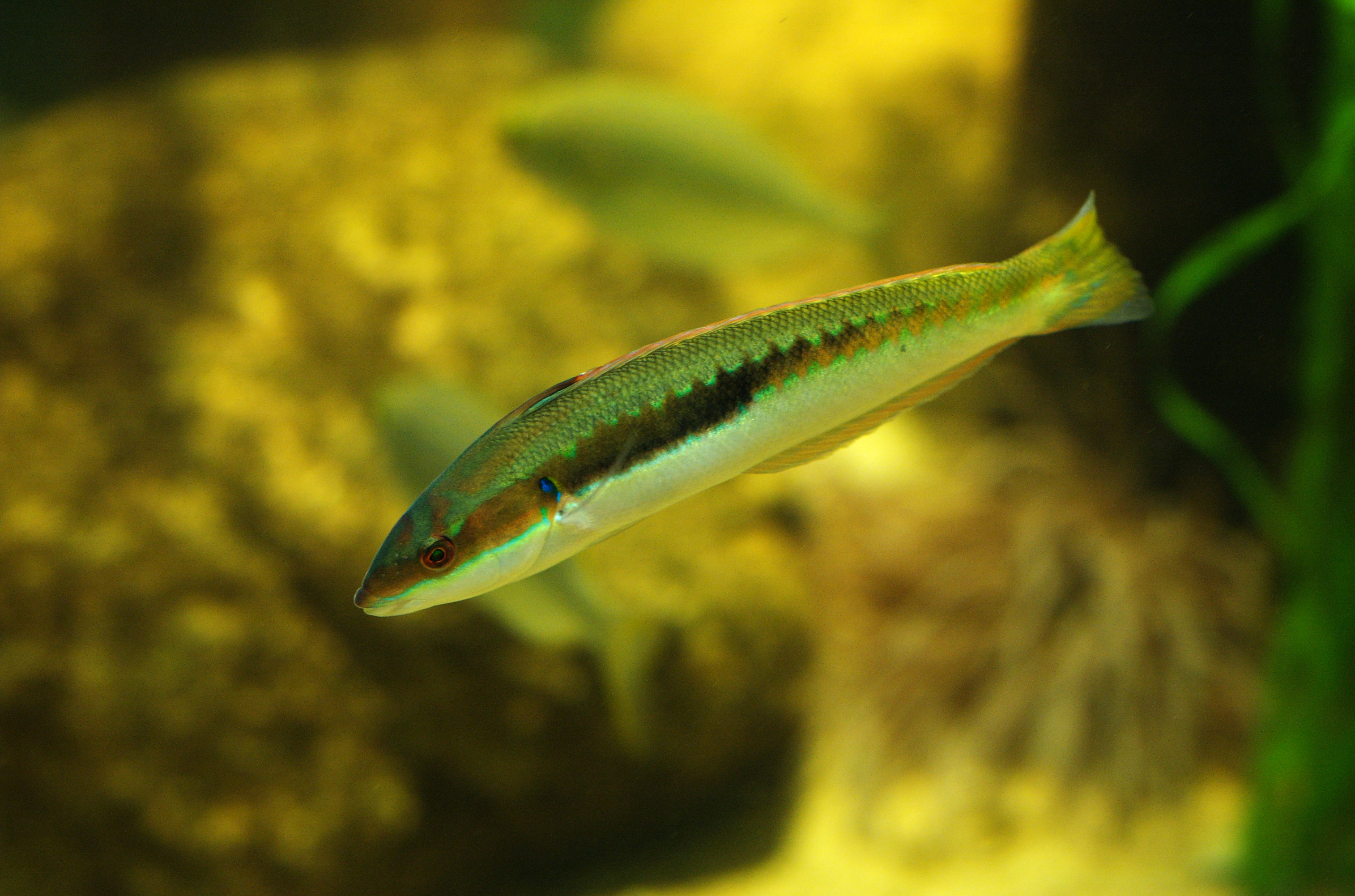
Femella de donzella (Coris julis)

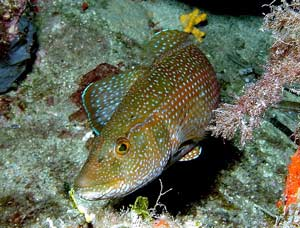
Grívia (Labrus viridis)

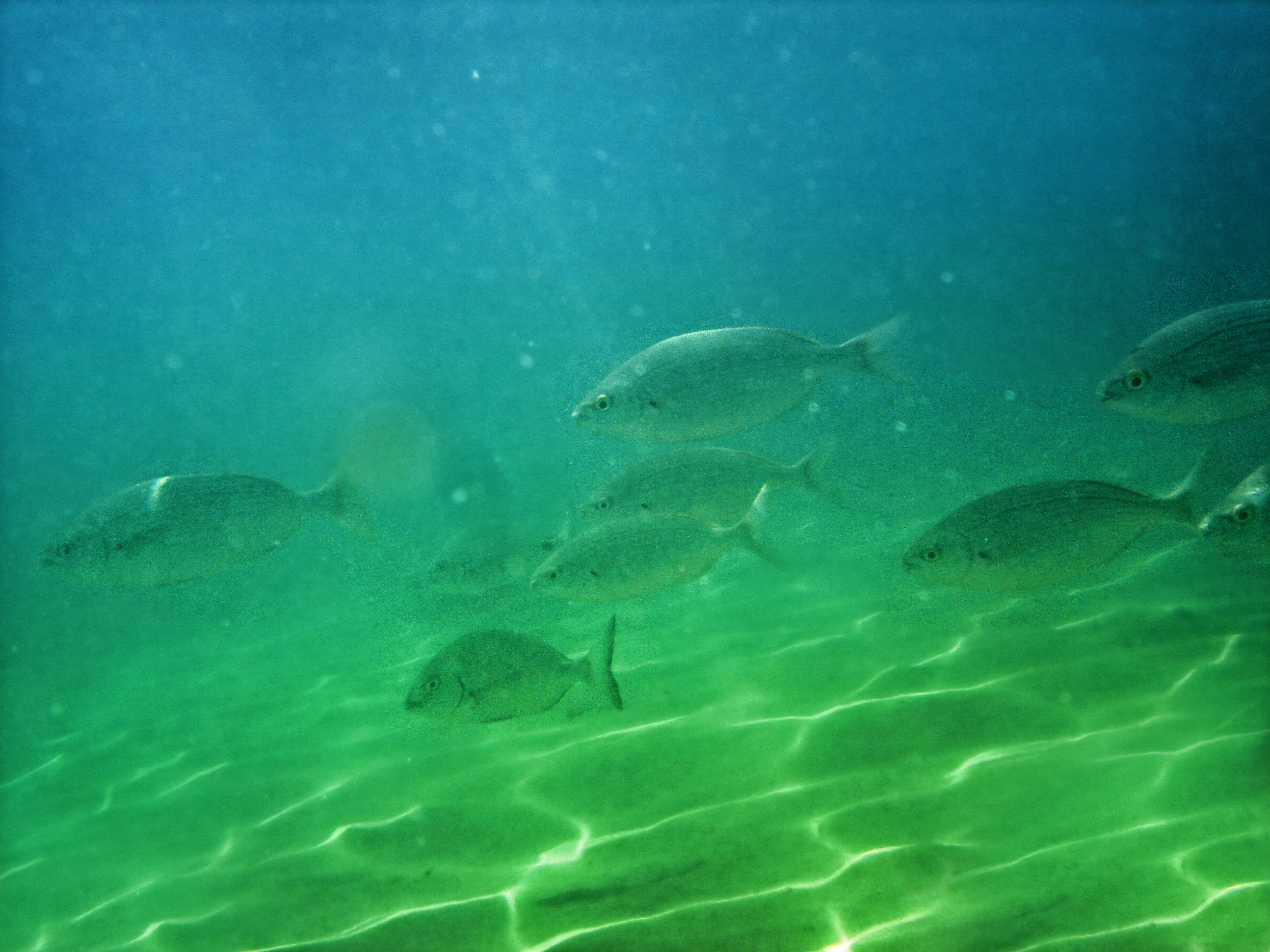
Mola de roncadors (Pomadasys incisus)

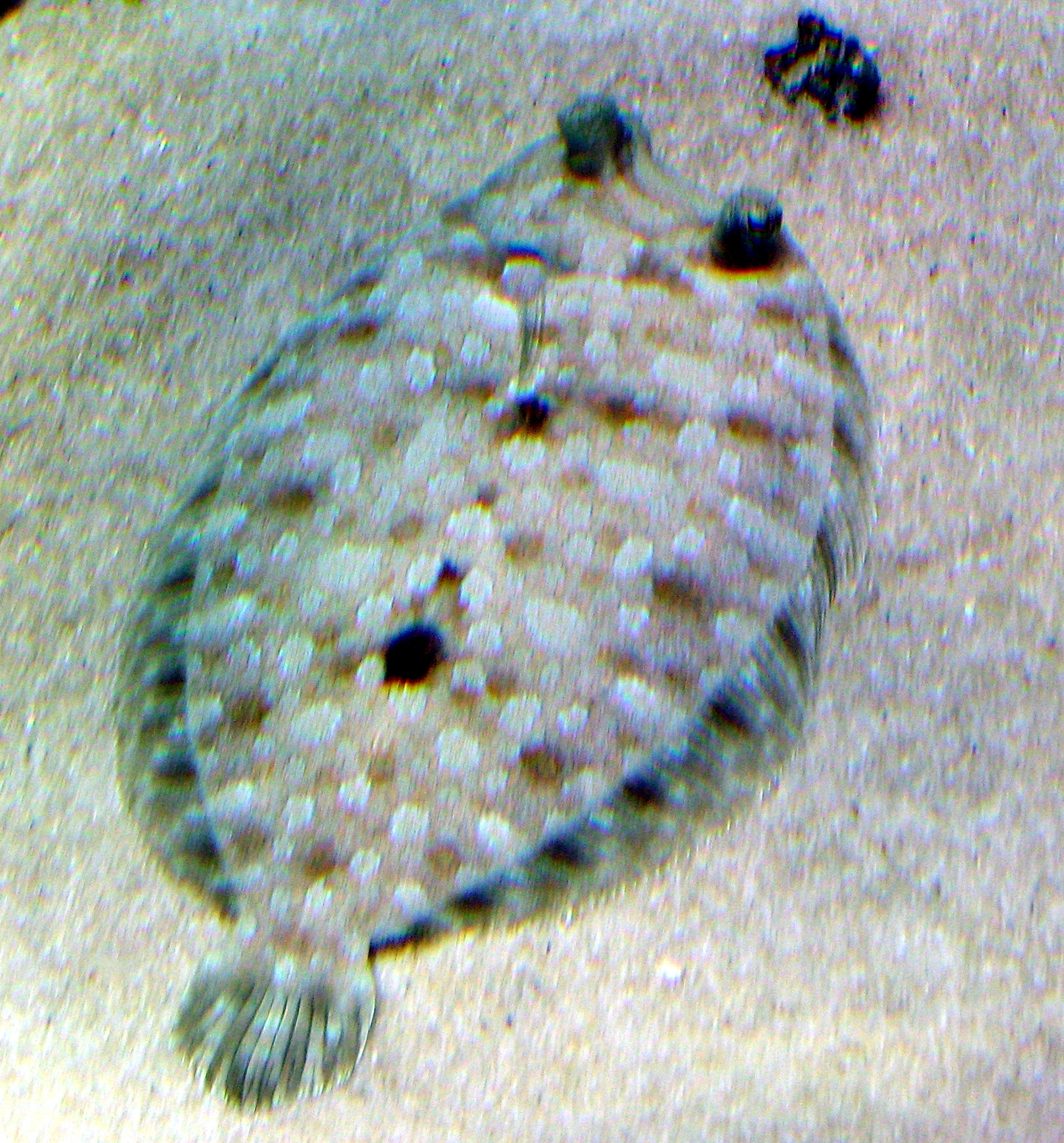
Pedaç (Bothus podas)

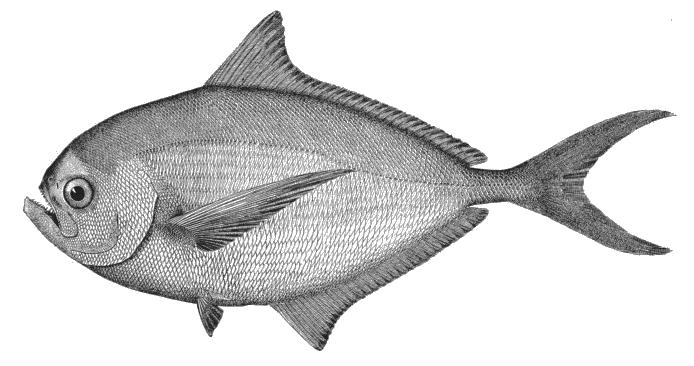
Castanyola (Brama brama)

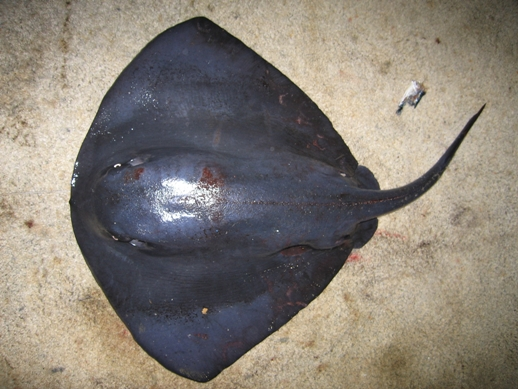
Escurçana violeta (Dasyatis violacea)

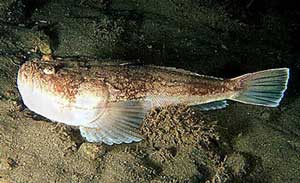
Rata (Uranoscopus scaber)

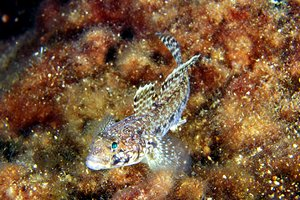
Cabot d'arena (Gobius geniporus)

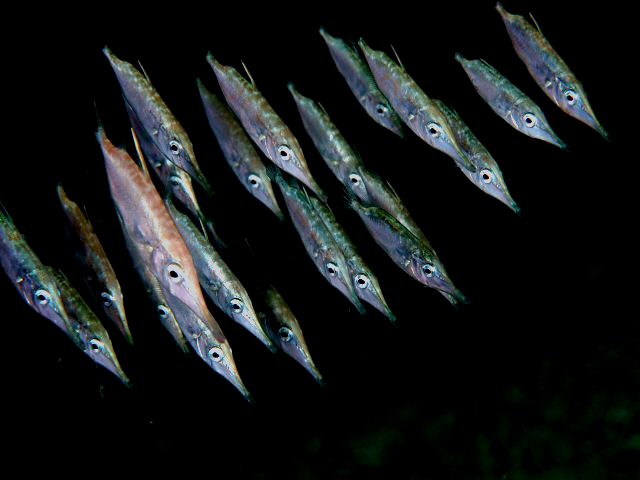
Mola de trompeters (Macroramphosus scolopax)

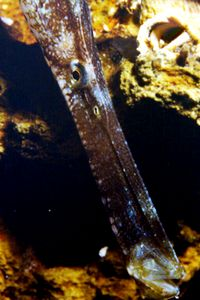
Serpentí (Syngnathus typhle)

- Ullverd (Chlorophthalmus agassizii) (Bonaparte, 1840 )[13]

#### FamíliaSynodontidae
- Capsempe (Synodus saurus) (Linnaeus, 1758 )[2]

### OrdreLophiiformes

#### FamíliaLophiidae
- Rap vermell (Lophius budegassa) (Spinola, 1807 )[14]
- Rap (Lophius piscatorius) (Linnaeus, 1758 )[2]

### OrdreGadiformes

#### FamíliaGadidae
- Maire (Micromesistius poutassou) (Risso, 1826 )[15]
- Mòllera de fang (Phycis blennoides) (Brünnich, 1768 )[16]
- Mòllera roquera (Phycis phycis) (Linnaeus, 1758 )[17]
- Capellà (Trisopterus minutus)

#### FamíliaMerlucciidae
- Lluç europeu (Merluccius merluccius) (Linnaeus, 1758 )[2]

### OrdreGobiesociformes

#### FamíliaGobiesocidae
- Xucladits (Lepadogaster lepadogaster purpurea)

### OrdreAtheriniformes

#### FamíliaAtherinidae
- Moixó (Atherina boyeri)

### OrdreBeloniformes

#### FamíliaExocoetidae
- Orenol (Exocoetus volitans) (Linnaeus, 1758 )[2]
- Peix volador (Hirundichthys rondeletii)

#### FamíliaBelonidae
- Agulla (Belone belone gracilis)

### OrdreZeiformes

#### FamíliaCaproidae
- Xavo (Capros aper) (Linnaeus, 1758 )[2]

#### FamíliaZeidae
- Gall (Zeus faber) (Linnaeus, 1758 )[2]

### OrdreCyprinodontiformes

#### FamíliaPoeciliidae
- Moixó de moscard (Gambusia affinis) (Baird & Girard, 1853 )[18]

### OrdreGasterosteiformes

#### FamíliaGasterosteidae
- Jonqueter (Gasterosteus aculeatus) (Linnaeus, 1758 )[19]

### OrdreSyngnathiformes

#### FamíliaSyngnathidae
- Cavall marí (Hippocampus hippocampus) (Linnaeus, 1758 )[2]
- Cavall de mar (Hippocampus ramulosus)
- Serpeta (Nerophis ophidion) (Linnaeus, 1758 )[2]
- Peix bada (Syngnathus acus rubescens)
- Serpentí (Syngnathus typhle) (Linnaeus, 1758 )[2]

#### FamíliaMacroramphosidae
- Trompeter (Macroramphosus scolopax) (Linnaeus, 1758 )[2]

### OrdreDactylopteriformes

#### FamíliaDactylopteridae
- Xoriguer (Dactylopterus volitans) (Linnaeus, 1758 )[2]

### OrdreScorpaeniformes

#### FamíliaSebastidae
- Serrà imperial (Helicolenus dactylopterus dactylopterus) (Delaroche, 1809 )[20]

#### FamíliaScorpaenidae
- Escórpora de penyal (Scorpaena maderensis) (Valenciennes, 1833 )[21]
- Captinyós (Scorpaena notata) (Rafinesque, 1810 )[8]
- Escórpora fosca (Scorpaena porcus) (Linnaeus, 1758 )[2]
- Cap-roig (Scorpaena scrofa) (Linnaeus, 1758 )[2]

### FamíliaPeristediidae
- Arnès (Peristedion cataphractum) (Linnaeus, 1758 )[2]

#### FamíliaTriglidae
- Capet (Lepidotrigla cavillone) (Lacépède, 1801 )[22]
- Oriola (Chelidonichthys lucerna)
- Rafel (Trigla lyra) (Linnaeus, 1758 )[2]
- Gallineta (Trigloporus lastoviza) (Bonnaterre, 1788 )[23]

### OrdrePerciformes

#### FamíliaMoronidae
- Llop (Morone labrax)
- Forcadella (Anthias anthias) (Linnaeus, 1758 )[2]
- Anfós llis (Epinephelus costae) (Steindachner, 1878 )[24]
- Xerna (Epinephelus caninus) (Valenciennes, 1843 )[25]
- Anfós (Epinephelus marginatus) (Lowe, 1834 )[26]
- Anfós jueu (Mycteroperca rubra) (Bloch, 1793 )[27]
- Pàmpol rascàs (Polyprion americanus) (Schneider, 1801 )[3]
- Serrà mascle (Serranus atricauda) (Günther, 1874 )[28]
- Serrà (Serranus cabrilla) (Linnaeus, 1758 )[2]
- Músic (Serranus hepatus) (Linnaeus, 1758 )[2]
- Vaca (Serranus scriba) (Linnaeus, 1758 )[2]

#### FamíliaApogonidae
- Mare d'anfós (Apogon imberbis) (Linnaeus, 1758 )[2]

#### FamíliaCepolidae
- Cinta (Cepola macrophthalma) (Linnaeus, 1758 )[2]

#### FamíliaPomatomidae
- Tallahams (Pomatomus saltator) (Linnaeus, 1758 )[17]

#### FamíliaCarangidae
- Palomida (Lichia amia) (Linnaeus, 1758 )[2]
- Pàmpol (Naucrates ductor) (Linnaeus, 1758 )[2]
- Serviola (Seriola dumerili) (Risso, 1810 )[29]
- Palomida blanca (Trachinotus ovatus) (Linnaeus, 1758 )[2]
- Sorell (Trachurus trachurus) (Linnaeus, 1758 )[2]

#### FamíliaCoryphaenidae
- Llampuga (Coryphaena hippurus) (Linnaeus, 1758 )[2]
- Llampuga borda (Coryphaena equiselis) (Linnaeus, 1758 )[2]

#### FamíliaBramidae
- Castanyola (Brama brama) (Bonnaterre, 1788 )[1]

#### FamíliaEcheneididae
- Rèmora comuna (Remora remora) (Linnaeus, 1758 )[2]

#### FamíliaHaemulidae
- Roncador (Pomadasys incisus) (Bowdich, 1825 )[30]

#### FamíliaSciaenidae
- Corbina (Argyrosomus regius)
- Corball de roca (Sciaena umbra) (Linnaeus, 1758 )[2]
- Reig (Umbrina cirrosa) (Linnaeus, 1758 )[2]

#### FamíliaMullidae
- Moll de fang (Mullus barbatus) (Linnaeus, 1758 )[2]
- Moll de roca (Mullus surmuletus) (Linnaeus, 1758 )[2]

#### FamíliaSparidae
- Boga (Boops boops) (Linnaeus, 1758 )[2]
- Déntol (Dentex dentex) (Linnaeus, 1758 )[2]
- Esparrall (Diplodus annularis) (Linnaeus, 1758 )[2]
- Sard imperial (Diplodus cervinus cervinus) (Lowe, 1841 )[31]
- Morruda (Diplodus puntazzo) (Cetti, 1777 )[32]
- Sard (Diplodus sargus) (Linnaeus, 1758 )[33]
- Variada (Diplodus vulgaris) (Geoffroy Saint-Hilaire, 1817 )[34]
- Mabre (Lithognathus mormyrus) (Linnaeus, 1758 )[2]
- Oblada (Oblada melanura) (Linnaeus, 1758 )[2]
- Besuc (Pagellus acarne) (Risso, 1826 )[15]
- Goràs (Pagellus bogaraveo) (Brünnich, 1768 )[16]
- Pagell (Pagellus erythrinus) (Linnaeus, 1758 )[2]
- Salpa (Sarpa salpa) (Linnaeus, 1758 )[2]
- Orada (Sparus aurata) (Linnaeus, 1758 )[2]
- Pàguera (Sparus pagrus) (Linnaeus, 1758 )[2]
- Càntera (Spondyliosoma cantharus) (Linnaeus, 1758 )[2]

#### FamíliaCentracanthidae
- Xucla (Spicara maena maena)
- Gerret (Spicara smaris) (Linnaeus, 1758 )[2]
- Gerret anglès (Centracanthus cirrus) (Rafinesque, 1810 )[8]

#### FamíliaPomacentridae
- Castanyoleta (Chromis chromis) (Linnaeus, 1758 )[2]

#### FamíliaLabridae
- Donzella (Coris julis) (Linnaeus, 1758 )[2]
- Pastanaga (Labrus bimaculatus) (Linnaeus, 1758)
- Tord massot (Labrus merula) (Linnaeus, 1758 )[2]
- Grívia (Labrus viridis) (Linnaeus, 1758 )[2]
- Tamborer (Symphodus cinereus) (Bonnaterre, 1788 )[1]
- Tord roquer (Symphodus mediterraneus) (Linnaeus, 1758 )[2]
- Llambrega (Symphodus melanocercus) (Risso, 1810 )[35]
- Saig (Symphodus ocellatus ocellatus)
- Roquer verd (Symphodus roissali) (Risso, 1810 )[29]
- Trugeta (Symphodus rostratus) (Bloch, 1797 )[36]
- Tord lloro (Symphodus tinca) (Linnaeus, 1758 )[2]
- Fadrí (Thalassoma pavo) (Linnaeus, 1758 )[2]
- Raor (Xyrichtis novacula)

#### FamíliaAmmodytidae
- Enfú (Gymnammodytes cicerelus) (Rafinesque, 1810 )[8]

#### FamíliaTrachinidae
- Aranya fragata (Trachinus araneus) (Cuvier, 1829 )[37]
- Aranya blanca (Trachinus draco) (Linnaeus, 1758 )[2]
- Aranya de cap negre (Trachinus radiatus) (Cuvier, 1829 )[38]

#### FamíliaUranoscopidae
- Rata (Uranoscopus scaber) (Linnaeus, 1758 )[2]

#### FamíliaScombridae
- Mèlvera (Auxis rochei) (Risso, 1810 )[29]
- Bacoreta (Euthynnus alletteratus) (Rafinesque, 1810 )[8]
- Bonítol (Sarda sarda) (Bloch, 1793 )[39]
- Bis (Scomber japonicus) (Houttuyn, 1782 )[40]
- Verat (Scomber scombrus) (Linnaeus, 1758)[2]
- Bacora (Thunnus alalunga) (Bonnaterre, 1788)[23]
- Tonyina d'ulls grossos (Thunnus obesus) (Lowe, 1839)[41]
- Tonyina blava (Thunnus thynnus thynnus)

#### FamíliaXiphiidae
- Emperador (Xiphias gladius) (Linnaeus, 1758 )[2]

#### FamíliaIstiophoridae
- Agulla de paladar (Tetrapterus belone) (Rafinesque, 1810)[8]
- Agulla blanca (Tetrapturus albidus) (Poey, 1860)[42]

#### FamíliaGobiidae
- Jonquillo (Aphia minuta) (Risso, 1810)[29]
- Cabotí (Crystallogobius linearis) (von Düben, 1845)[43]
- Cabot d'ortiga (Gobius bucchichi) (Steindachner, 1870)[44]
- Cabot (Gobius cobitis) (Pallas, 1811)[45]
- Cabot anglès (Gobius cruentatus) (Gmelin, 1789)[46]
- Cabot d'arena (Gobius geniporus) (Valenciennes, 1837)[47]
- Cabot de fang (Gobius niger) (Linnaeus, 1758)[2]
- Cabot comú (Gobius paganellus) (Linnaeus, 1758)[2]
- Cabot retxat (Gobius vittatus) (Vinciguerra, 1883)[48]
- Cabotí (Pseudaphya ferreri) (de Buen O. & Fage, 1908)[49]

#### FamíliaCallionymidae
- Dragó (Callionymus lyra) (Linnaeus, 1758)[2]

#### FamíliaBlenniidae
- Rabosa de roca (Aidablennius sphynx)
- Papagall (Blennius ocellaris) (Linnaeus, 1758)[2]
- Rabosa (Lipophrys canevae) (Vinciguerra, 1880)[50]
- Rabosa negra (Lipophrys nigriceps) (Vinciguerra, 1883)[48]
- Gallet (Lipophrys pavo) (Risso, 1810)[29]
- Gall faver (Parablennius gattorugine) (Brünnich, 1768)[2]
- Llepissós (Parablennius sanguinolentus) (Pallas, 1811)[51]
- Banyut (Parablennius tentacularis) (Brünnich, 1768)[16]
- Rabosa petita (Parablennius zvonimiri) (Kolombatovic, 1892 )[52]

#### FamíliaTripterygiidae
- Cabot vermell (Tripterygion melanurus) (Guichenot, 1850 )[53]

#### FamíliaSphyraenidae
- Espet (Sphyraena sphyraena) (Linnaeus, 1758 )[2]

#### FamíliaMugilidae
- Llissa (Chelon labrosus) (Risso, 1826 )[54]
- Llissa galta-roja (Liza aurata) (Risso, 1810)[29]
- Llíssera (Liza ramado) (Risso, 1810)[29]
- Llissa agut (Liza saliens) (Risso, 1810)[35]
- Cap-pla (Mugil cephalus) (Linnaeus, 1758)[2]

### OrdreTetraodontiformes

#### FamíliaMolidae
- Bot (Mola mola) (Linnaeus, 1758)[2]

#### FamíliaBalistidae
- Surer (Balistes carolinensis) (Gmelin, 1789)[55]

### OrdrePleuronectiformes

#### FamíliaScophthalmidae
- Bruixa (Lepidorhombus boscii) (Risso, 1810)[29]
- Palaia (Phrynorhombus regius) (Bonnaterre, 1788)[1]
- Rèvola (Psetta maxima) (Linnaeus, 1758)[2]
- Rèmol (Scophthalmus rhombus) (Linnaeus, 1758)[2]

#### FamíliaBothidae
- Pedaç (Bothus podas podas)

#### FamíliaSoleidae
- Palaia de Sant Pau (Microchirus ocellatus) (Linnaeus, 1758)[2]
- Peluda (Microchirus variegatus) (Donovan, 1808)[56]
- Llenguado (Solea vulgaris)

#### FamíliaCynoglossidae
- Llengua (Symphurus ligulatus) (Cocco, 1844)[57][58]